# فولكس فاغن بيتل
فولكس فاغن بيتل أو فولكس فاجن بيتل أو الخنفساء هي أول سيارة للصانع الألماني - حديث النشأة آنذاك - فولكس فاغن تعني «سيارة الشعب». بدأ إنتاجها في عام 1938، باعتماد السيارة التي صممها المهندس الألماني فارديناند بورشيه بناءً على طلب من المستشار أدولف هتلر، رئيس الرايخ الألماني الثالث. حتى قبل بدء إنتاجها الفعلي، استعملها النظام النازي كأداة دعاية له. ما لبثت البيتل أن انتشرت بصورة ملحوظة في عالم السيارات  ولفترة طويلة. ففي 17 فبراير 1972، حطمت الرقم القياسي للمبيعات الذي كان تحتفظ به سيارة فورد تي. العدد بلغ مجموعه 21٬529٬464 نسخة حول العالم. فكانت بذلك فعلاً «سيارة القرن العشرين».
في البداية سميت KdF Wagen  وKDF هي اختصار لـ «Kraft durch Freude» (بالألمانية وتعني «السعادة من خلال القوة»)، من اسم فرع لجبهة العمل النازي. وداخل الشركة المصنعة، كانت معروفة بأسماء رمزية: Type 1 و 1100 و 1200 و 1300 و 1500 و 1600، على علاقة بحجم الأسطوانات المستعملة في المحركات المختلفة. أما الجماهير فمنحتها العديد من الألقاب الشاعرية، وأسماء لحيوانات مختلفة، مستوحاة من خطوطها الدائرية: (بالألمانية: Käfer) ألمانيا (خنفساء) (بالإنجليزية: Beetle) (خنفساء حتى الآن) في المملكة المتحدة، (بالإسبانية: Escarabajo) إسبانيا (خنفساء، دائما)، (بالإيطالية: Maggiolino)‏ (خنفساء) إيطاليا، أو (بالفرنسية: Coccinelle)‏ (دعسوقة وتلفظ «كوكسينال») في فرنسا.

## التاريخ

### أداة دعائية

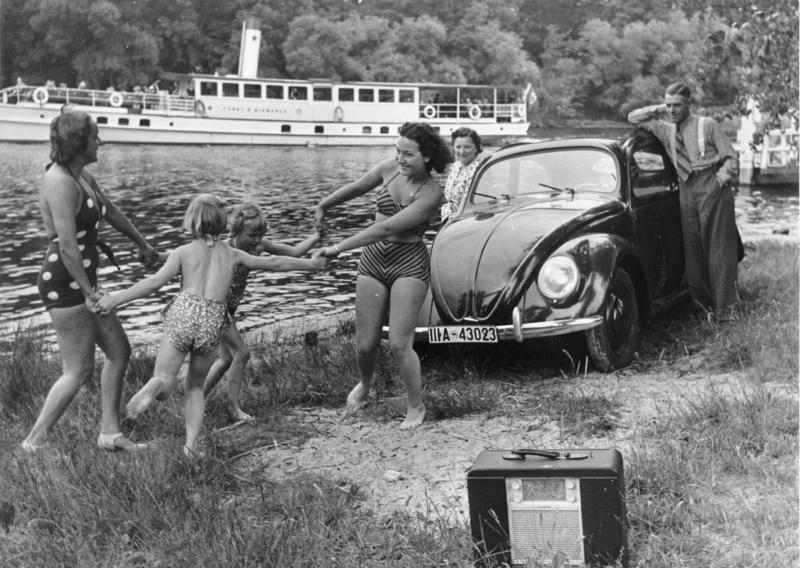
إعلان دعائي : عائلة تلهو على ضفاف النهر بالقرب من سيارة KdF-Wagen ومذياع

في فبراير 1933، وبعد أقل من شهر من تسلمه السلطة، أعلن هتلر أنه سيجعل صناعة السيارات أحد أولويات سياسته، وبصورة غير مباشرة أداة لدعايته. صناعة السيارات هي أحد الصناعات التي تفضلها الحكومة، باعتبارها علامة خارجية على قوة الأمة الألمانية. شهدت ألمانيا ارتفاعا كبيرا في عدد السيارات تحت حكم هتلر، في سنة 1932 كانت تقدر حضيرة السيارات بما يقارب 561 ألف سيارة نقل ركاب. وبعد أربع سنوات، قفز العدد إلى 961 ألف سيارة.
مارس الفوهرر مراقبة عن كثب لشركات السيارات وكان يوجه الأوامر لها مثل الحد من عدد من النماذج. وشدد مؤيدو النظام النازي على «القوة» و«السرعة» في خطاباتهم. وكانت هذه الإرادة قبل إنشاء شركة فولكس فاغن. دفعت الدولة الألمانية، في وقت مبكر جدا، بشركات صناعة السيارات مثل «مرسيدس» و«أوتو يونيون» للمشاركة في سباقات السيارات كسباق الجائزة الكبرى ومسابقات أخرى، إضافة إلى دعمها الكبير لتطوير تقنيات متقدمة.
وعلاوة على ذلك، انشغل هتلر بتطوير نظام الطرق السريعة الألمانية، ونشر طرق Autobahnen العريضة في جميع أنحاء البلاد. كان الهدف من بناء الطرق هو تسهيل التواصل بين المدن المختلفة، ولكن أيضا لتمكين الطائرات من الإقلاع والهبوط على الطرق السريعة. هذا التطور هو تأكيد على رغبة النظام في تيسير تنقل الأفراد.
في مايو 1934، في اجتماع في فندق Kaiserhof في برلين، أصر هتلر على مركبة أساسية يمكنها نقل شخصين بالغين وثلاثة أطفال في سن 100 كيلومتر في الساعة (62 ميل/س) مع عدم استخدام أكثر من 7 لترات من الوقود لكل 100 كم (32 ميلا في الغالون في الولايات المتحدة / 39 ميلا في الغالون في المملكة المتحدة)  كان يجب أن يكون المحرك قويًا بما يكفي للاستمرار في القيادة على طريق Autobahnen الألماني. كان لابد من تصميم كل شيء لضمان إمكانية تبادل الأجزاء بسرعة وبتكلفة زهيدة. كان لابد من تبريد المحرك بالهواء لأنه، كما أوضح هتلر، لا يمتلك كل طبيب مرآب خاص به. (كان مضاد تجمد الإيثيلين جليكول قد بدأ للتو في استخدامه في محركات الطائرات عالية الأداء المبردة بالسوائل. بشكل عام، سيتجمد الماء في المشعات ما لم يتم الاحتفاظ بالسيارة في مبنى ساخن طوال الليل أو يتم تصريفها وإعادة تعبئتها كل صباح.) 
ستكون «السيارة الشعبية» متاحة لمواطني ألمانيا من خلال خطة التوفير، أو Sparkarte (كتيب التوفير)،  في 990 Reichsmark، حول سعر دراجة نارية صغيرة. (كان متوسط الدخل الأسبوعي في ذلك الوقت حوالي 32 رينغيت ماليزي.) 
في مسابقة سيارة القرن لعام 1999، لتحديد السيارة الأكثر نفوذاً في العالم في القرن العشرين، جاء النوع الأول في المرتبة الرابعة، بعد فورد موديل تي، وميني وسيتروين دي إس.

### نموذج فرديناند بورشيه

توضيح لألية التبريد بالهواء.

في الوقت الذي كان اهتمام الحكومة الألمانية بمجال صناعة السيارات يزداد، كان المهندس فارديناند بورشيه عاطلا عن العمل. وكان بورشيه في 1931، قد قدم استقالته كمدير فني لشركة دايملر وعمره 56 سنة، وقرر أن يؤسس مكتبا للدراسات وفي ذهنه فكرة استحداث علامة تجارية خاصة به، فضلا عن إنتاج سيارة رخيصة للجماهير. قاد فريقا صغيرا لتلبية أول طلبية لمكتبه من شركة Zündapp التي أرادت إنتاج سيارة شعبية. حدد الفريق كراسة مواصفات غير تقليدية: محرك في الخلف، هيكل بعمود فقري، عجلات مستقلة وقضبان الالتواء. ولم يستجب لطلب Zündapp باستعمال محرك نجمي بـ 5 أسطوانات، فقد صمم بورشيه محركا بـ 4 أسطوانات مبرد بالهواء. تم تركيب 3 نماذج من (Type 12) ولكنها بقيت غير مقنعة. بدأت شركة Zündapp تشهد صعوبات مالية كبيرة، ومن ثم قررت التخلي عن المشروع.

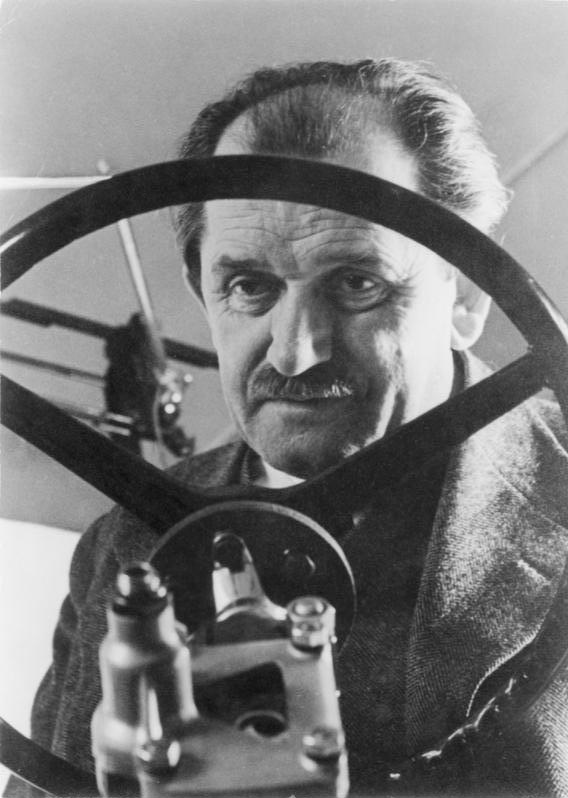
الصورة لفرديناند بورشيه في عام 1940.

تحول فارديناند بورشيه لشركة NSU وأقنع مسؤوليها بأهمية أبحاثه. فخصصت له قروض سمحت بتوسيع مكتب دراسته وانطلاق في تطويرات مهمة. استطاع بورشيه فرض فكرته باستعمال محركات ذات 4 أسطوانات مسطحة وبنى واحدا بسعة 1500 سم3 ينتج 30 حصانا ويحقق سرعات تصل إلى 115 كم/سا. كانت خطوط السيارة دائرية ومنحدرة للأسفل وعلى الرغم من أن أضواءها لا تزال تقليدية جدا، إلا أن ملامح سيارة البيتل بدأت في الظهور. ومرة أخرى شيدت ثلاثة نماذج من (Type 32). لكن بورشيه اضطر للتوقف عن تطوير المشروع مجددا، في المقام الأول لأن شركة فيات شريك NSU، طالبت بالوقف الفوري للمشروع الذي يمكن أن ينافس سياراتها، وبعد ذلك لأن مبيعات شركة NSU من الدراجات النارية ارتفعت وتوجب على الشركة تحويل وبسرعة سلاسل الإنتاج لتلبية الطلبات.

### مشروع «سيارة الشعب»
تحت نظام هتلر، انطلق سباق للحاق بإنتاج الولايات المتحدة وبريطانيا، لا سيما في ضوء تلميحات لحرب قادمة. وفي الوقت نفسه، أخفى النظام نواياه عن الشعب الألماني واعدا إياه بتحسين مستوى المعيشة. استغل هتلر معرض جنيف الدولي للسيارات في عام 1934 ليعلن عن نيته عن إنتاج «سيارة الشعب»، سيارة تكون في متناول الجميع بالاعتماد على الإنتاج الضخم والاستهلاك الكبير. حتى يتجسد حلم الدكتاتور بإعطاء الألمان نسخة ألمانية من سيارة فورد طراز تي. أقنع هتلر صناع القرار في نقابة صناعة السيارات بتوقيع عقد مع شركة بورشيه لإنتاج هذه السيارة الجديدة، التي تمولها الدولة. وبالتنسيق مع شركة بورشيه، رسمت خطوط أول سيارة ألمانية لفولكس فاغن.
قبل هذا الإعلان في عام 1934، كان النظام قد أعطى المهندس فرديناند بورشيه عشرة أشهر لبناء النموذج الأولي. وخلافا للاعتقاد السائد، فليس هتلر من اتصل بفرديناند بورشيه. بل العكس في الواقع، فبورشيه هو من اتصل بوزارة النقل، وقدم في 17 يناير 1934 رؤيته للسيارة الشعبية. وبعد ذلك، اتصل هتلر ببورشيه لإجراء مقابلة شخصية في برلين. في عام 1933، رتب يعقوب فرلين (Jacob Werlin)، وكيل شركة مرسيدس بنز، للقاء بين هتلر وفرديناند بورشيه، في تكتم بفندق KAISERHOF في برلين.
كانت كراسة المواصفات التي وضعتها الحكومة الألمانية ضاغطة. فقد حدد هتلر في خطابه الحد الأقصى للسعر بأقل من 1000 رايخ مارك، لتتناسب مع أكبر عدد من الألمان. وكان يجب صنع سيارة قوية ولكن اقتصادية عند الشراء وعند الاستخدام. سيارة مزودة بمحرك 1 لتر لا يستهلك أكثر من 5ل من البنزين في 100كم وبسرعة تصل إلى 100كم/سا. وبالإضافة إلى ذلك، يجب أن تكون السيارة الجديدة قادرة على نقل مريح لأربعة أو خمسة أشخاص. وحدد الوزن الأقصى بـ 600 كغ. ولكون مستودعات السيارات نادرة جدا في ذلك الوقت، اشترط أن تكون السيارة قادرة على الصمود أمام كل حالات الطقس، وخاصة البرد.

### تقدم الأشغال

#### نماذج

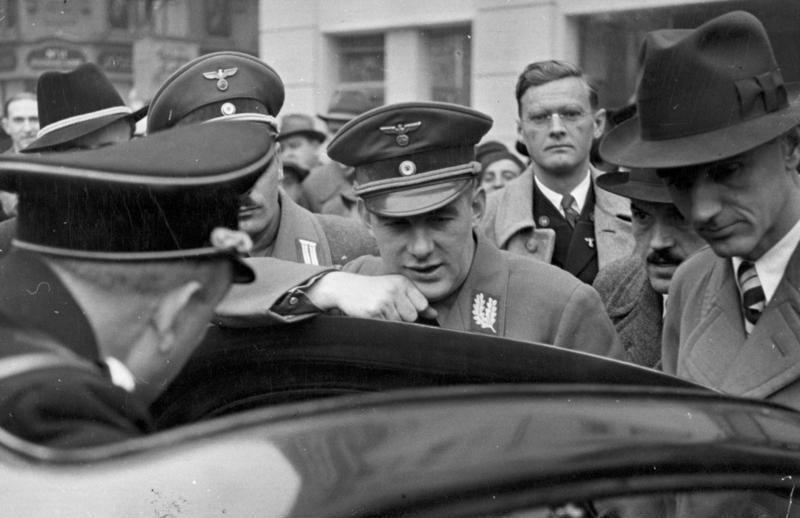
نازيون يتفقدون السيارة (نوفمبر 1938)

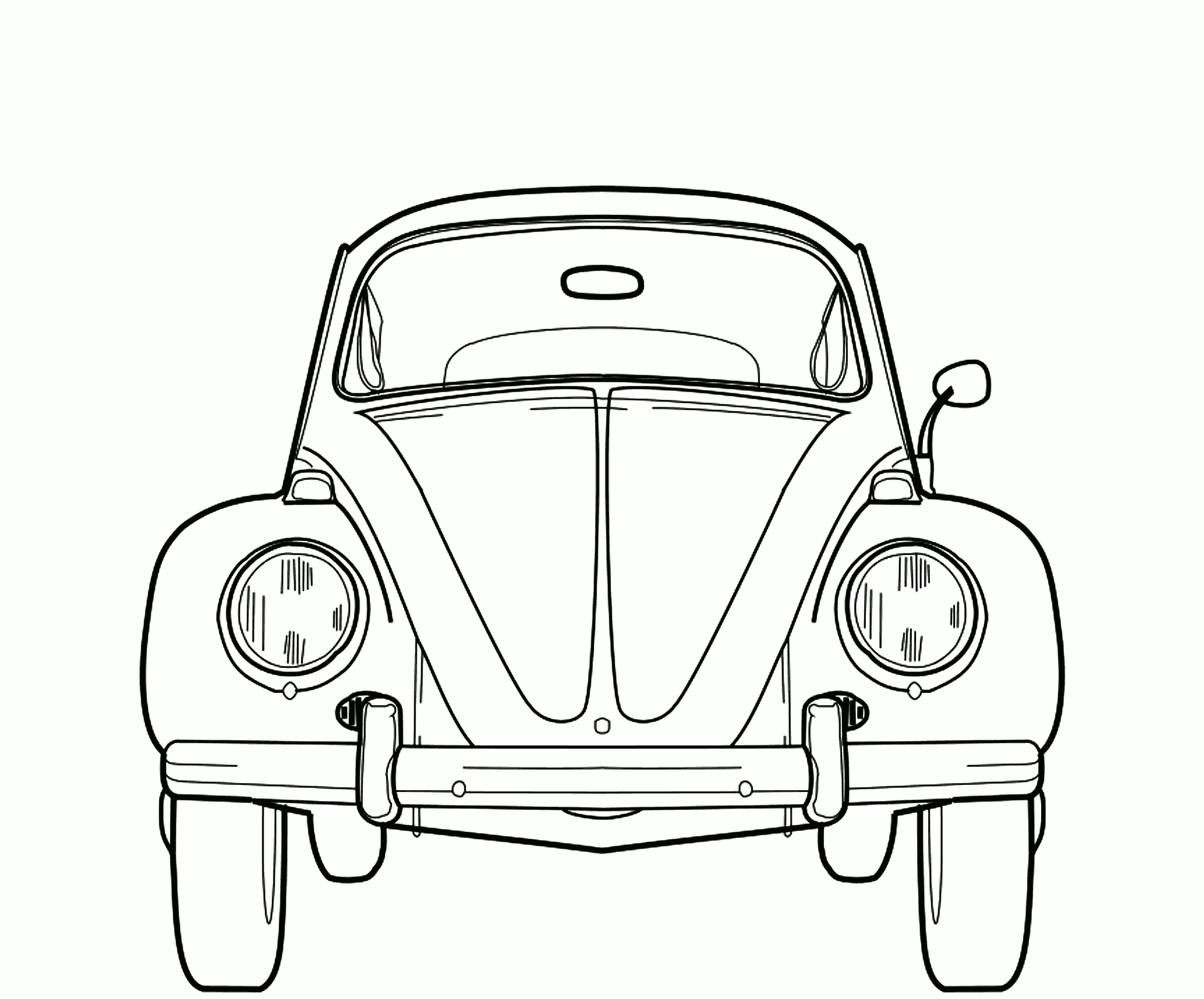
الشكل النهائي لفولكس فاغن.

في عام 1936، افتتح أدولف هتلر مصنع KdF-Stadt (أعاد الحلفاء تسميته في عام 1945 بـ «فولفسبورج Wolfsburg») والذي سينتج سيارات فولكس فاغن بـ Fallersleben، سكسونيا السفلى. سجلت شركة فولكس فاغن شركة مسؤولية محدودة في السجل التجاري في عام 1938. اكتمل المصنع تقريبا في عام 1939 واحتوى على أفضل الآلات الأميركية المتاحة.
بأفق إنتاج كميات كبيرة بسعر منخفض جدا تحقيقا لطلب هتلر، انتقل بورشيه إلى الولايات المتحدة خلال صيف عام 1936. وتعلم تقنيات التصنيع على نطاق واسع، وقد كانت معروفة فقط في أمريكا. قام بورشيه بزيارات لمصانع باكارد وفورد وجنرال موتورز، وكذا مصنع الهياكل «Budd»، المتخصص في جميع صناعات الصلب. وعاد مقتنعا بأن مستوى الاستثمار المطلوب يحتاج لضمانات من الدولة الألمانية، حيث أن رأس المال الخاص لا يمكنه وحيدا توفير مبالغ التمويل.
شغل بورشيه منصب رئيس شركة Gezuvor المسؤولة عن تطوير المشروع ، وبنهاية 1935، نجح فريقه الصغير في إكمال النموذج الأول. تم بناء نموذجين آخرين بنفس الطريقة الحرفية التقليدية في مرآب منزل عائلة بورشيه، وأجريت عليهما في العام التالي سلسلة من الاختبارات. سيارة فولكس فاغن، التي استوفت اختبارات التحمل خلال عام 1937، لبست حلة جديدة أكثر تحضرا. ويرجع شكل السيارة العام للمصمم اروين كومندا. تم اختبار حوالي ثلاثين سيارة تجريبية (عرفت باسم VW30)، جزء منها عهد بإنتاجه للصانع مرسيدس بنز. تحت مسؤولية فيري بورشيه نجل فرديناند، أجرى الاختبارات 200 عضو SS، تناوبوا على قيادة السيارات ليلا ونهارا. في المجموع، قطعت النماذج ما مجموعه 2٫4 مليون كيلومتر.

#### الإعلان

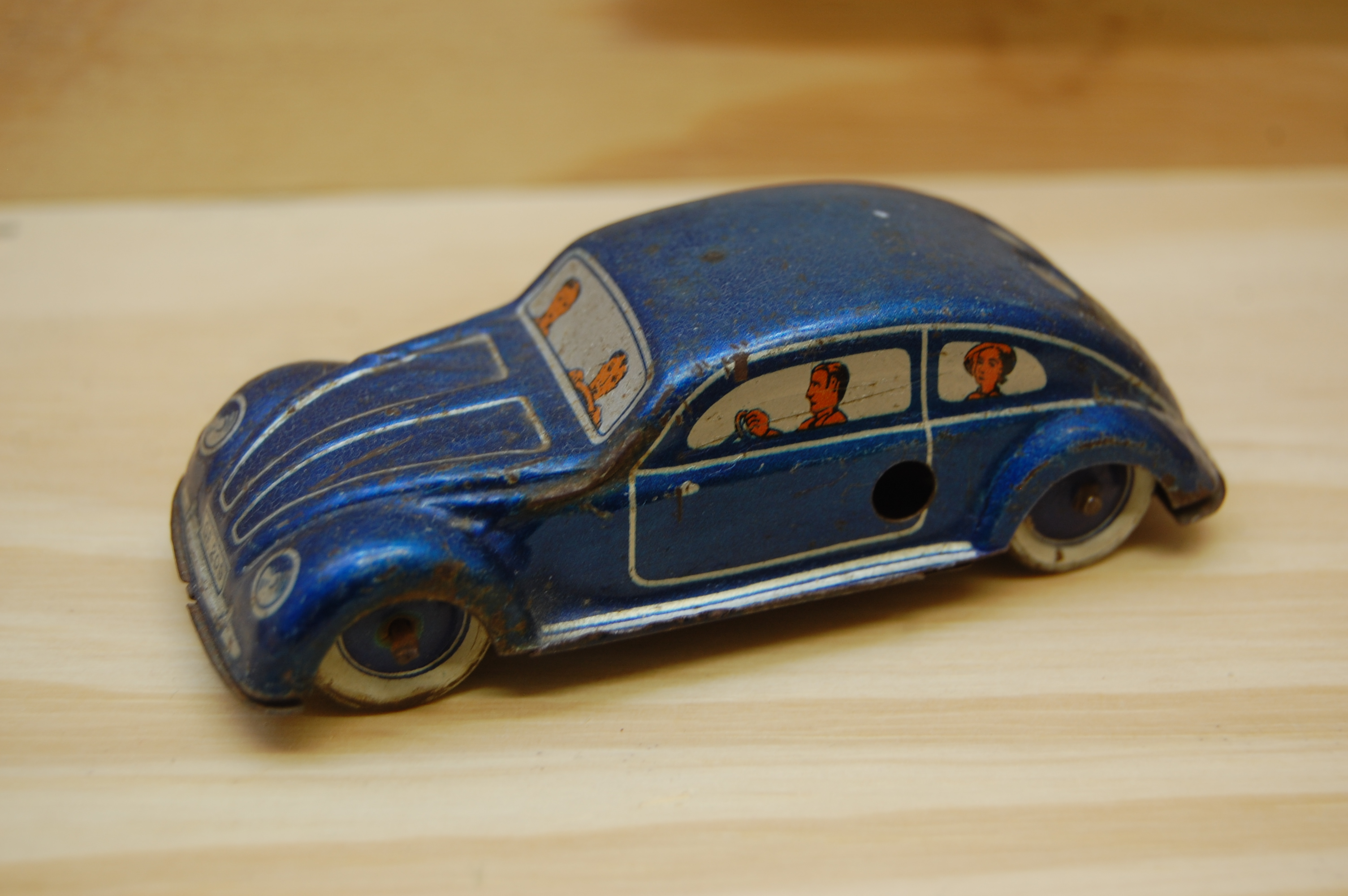
لعبة على شكل سيارة KDF-wagen 1940 مصغرة (فولكس فاغن بيتل)، معروضة في متحف العمل، في هامبورغ ألمانيا.

تم الإعلان عن السيارة في 26 مايو 1938، بمناسبة وضع حجر الأساس لمصنع فولفسبورغ، وسميت رسميا KdF-Stadt (و KdF اختصار لـ Kraft durch Freude أي «القوة من خلال الفرح»)، وهو نفس اسم فرع من جبهة العمل النازية. كان الغرض الوحيد لهذا الفرع هو تحويل انتباه الألمان من خلال تقديم الترفيه لتعزيز التزامهم بالنظام. اتضح أن الإنتاج الضخم لفولكس فاغن هو لخدمة الأغراض الدعاية أكثر منه رغبة حقيقية لنشر السيارات في البلاد. كان على المرشحين للحصول على سيارة أن يكونوا أعضاء في هذه المنظمة وأن يكون لديهم حساب توفير وأن يسدد المبلغ مقدما. كما توجب شراء طوابع خاصة بـ 5 رايخ مارك (Reichsmark) للصقه على دفتر التوفير قبل الحصول على دفتر الإدخار. ومن المقرر هذا النظام، المسمى VW Sparen، أعد له منذ البداية بحيث صار رسميا منذ 1 أغسطس 1938. يدفع مبلغ 990 رايخ مارك ثمنا للسيارة، و50 للتسليم، و200 أخرى من أجل التأمين لمدة سنتين تدفع لتسلم سيارة الفولكس فاغن. دفع 336688 ألماني  جزءا من مدخراتهم  لهذه الهيئة دون أن تسلم أي سيارة.

#### أثناء وبعد الحرب العالمية الثانية

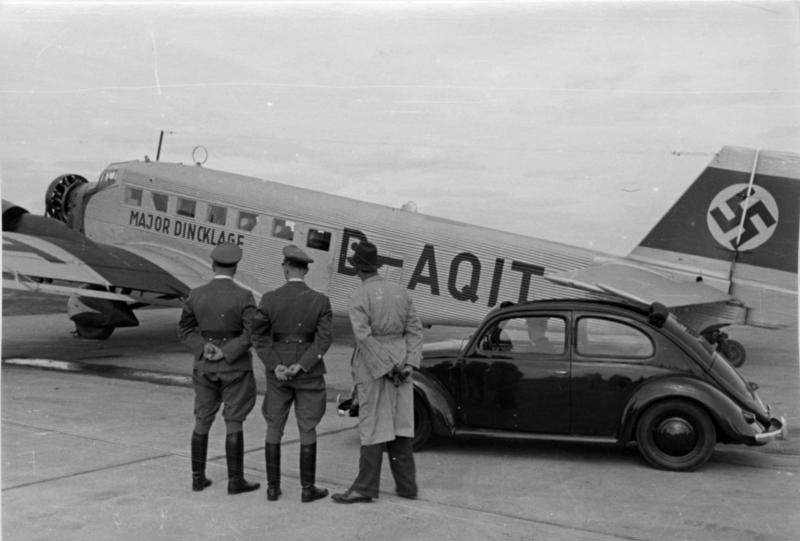
KdF-Wagen ترافق النازيين

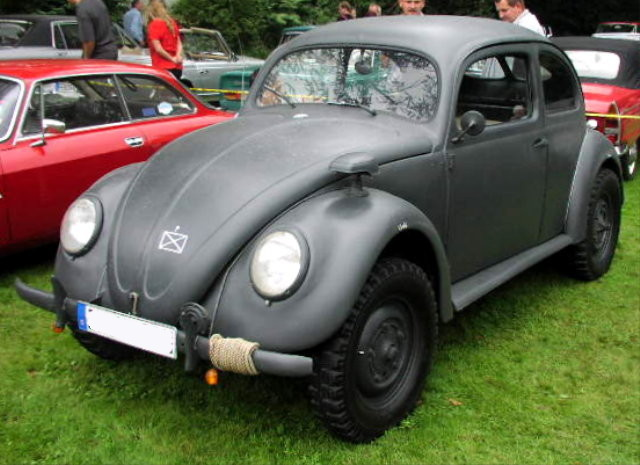
سيارة كوماندرفاغن موديل 82e.

أخرت الحرب العالمية الثانية بالفعل إطلاق سيارة البيتل، لأن الجيش الألماني استخدم المصنع لأغراض عسكرية، ولم يبدأ الإنتاج الصناعي في الواقع إلى بداية من عام 1948. استخدم الجيش الألماني خطوط التجميع لبناء كوبلوجن (بالألمانية: Volkswagen Kübelwagen)، سيارة ألمانية تعادل الجيب، وكذا سيارة شويمفجن (بالألمانية: Volkswagen Schwimmwagen) وهي مركبة برمائية. لم يتم التخلي عن البيتل تماما خلال الحرب العالمية الثانية نظرا لإنتاج سيارة Kommandeurwagen، وهي مركبة بجسم البيتل ولكن بقاعدة Kübelwagen ومجهزة بإطارات للطرق الوعرة.
في مايو 1945، وبنهاية الحرب العالمية الثانية، كان مصنع فولفسبورغ مجرد حقل كبير واسع من الأنقاض. ووقعت منطقة من فولفسبورغ في حوزة القوات الأميركية، وسلم المصنع لقوات البريطانية بموجب اتفاقات بين الحلفاء. تولت وحدة REME (بالإنجليزية: Royal Electrical and Mechanical Engineers)، مسؤولية إعادة تشغيل الآلات التي دمرتها الحرب. ومن أجل تقييم الأضرار، أرسل الميجر البريطاني «إيفان هيرست». اكتشف هيرست سيارتين اثنتين من KdF أعاد بناؤهما بعض عمال المصنع طواعية، وأذهلته هذه الإرادة وأعجبته هذه السيارة الغريبة، فقرر من تلقاء نفسه إعادة تشغيل المصنع. أنتج المصنع 1٬000 نسخة شهريا في حين كان يرتقب إنتاج 1٬800 سيارة في اليوم الواحد، ووجه الإنتاج لقوات الاحتلال فقط. عندما ترأس «هاينريش نوردوف» شركة فولكس فاغن، وهو إطار سابق في شركة أوبل، كان إنتاج سيارة البيتل قد بدأ بالفعل. ومع ذلك، فإن دوره لم يكن بالمهمل في التاريخ البيتل. فهو المسؤول عن جودة بنائها النسبي وعن تأسيسه لشبكة توزيع وخدمة ما بعد البيع متميزة، كانت أحد العوامل الحاسمة في نجاح البيتل.
تدين سيارة البيتل بنجاحها تجاريا، بما في ذلك الولايات المتحدة، لإعلانات وكالة DDB، والتي صارت بعضها جزءا من التراث.

### سيارة مستوحاة من أعمال تاترا أو سكودا

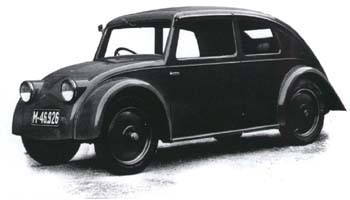
التصميم النهائي لسيارة تاترا V570

تشبه فولكس فاغن KdF كثيرا نموذج تاترا V570، الذي صممه المهندس التشيكي هانز لدوينكا (Hans Ledwinka) من شركة تاترا، كما تتشارك KdF في العديد من أوجه التشابه مع سلسلة نماذج للنفس العلامة التجارية في ثلاثينيات القرن العشرين، كالانسيابية الهوائية ووضع المحرك في الخلف. أطلقت تاترا دعوى قضائية، ولكنها أوقفت بعد غزو ألمان لتشيكوسلوفاكيا. في كتاب حروب السيارات (Car Wars) للمؤلف J. Mantle، ذكر بأن فرديناند بورشيه اعترف بأنه استوحى تصميم سيارة البيتل إلى حد ما من موديل تاترا V570.
عمل لدوينكا منذ عام 1922 على تصميم سيارة اقتصادية صغيرة، فأطلقت تاترا 11 في عام 1923. كان لتاترا 11 هيكلا بنفق مركزي ونظام تعليق مستقل، ومحرك بأسطوانتين مسطحتين بسعة 1.1ل مبردة بالهواء. ويبدو أن هتلر قد امتلك سيارة تاترا 11، كان قد تنقل على متنها خلال الحملات السياسية لولايته الأولى.
خلال ثلاثينيات القرن العشرين، في حين كانت تاترا تنتج نماذج مختلفة الشكل، وفرديناند بورشيه يتقدم في نموذجه الأولي من KdF-Wagen، فإنه كان يجتمع مع لدوينكا بانتظام لمناقشة التقدم المحرز في أعمالهم.
قدمت تاترا في عام 1933، سيارة V570 وهي نموذج أولي لسيارة بأربع مقاعد بنفس هندسة وبنية نموذج Tratraplan. سيارة بجسم من الصلب ومحرك خلفي بأسطوانتين سعة 845 سم3 مبرد بالهواء. في عام 1932، أي قبلها بسنة، كان بورشيه قد انتهى من النموذج T12 لصالح شركة Zündapp الألمانية لصناعة السيارات، والذي قورن في كثير من الأحيان بنموذج تاترا V570، وان اختلف عنه بزجاج أمامي خاص أكثر ميلانا وبمقدمة أقل انسيابية.

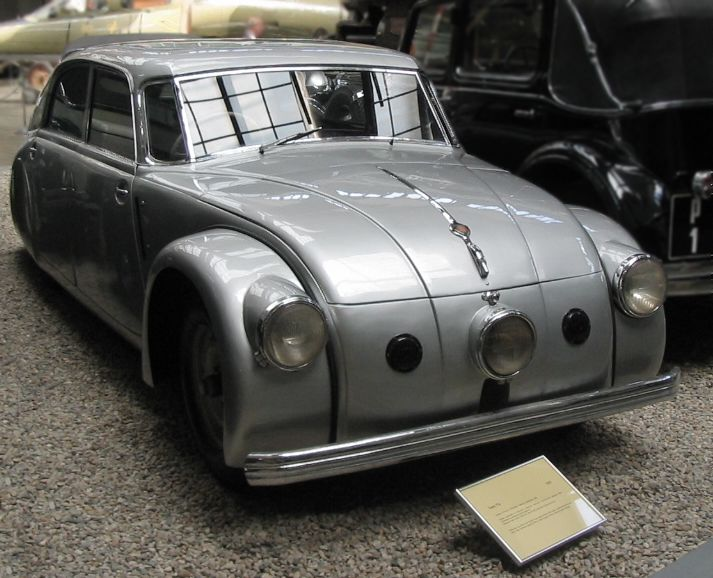
سيارة تاترا نموذج تاترا 77

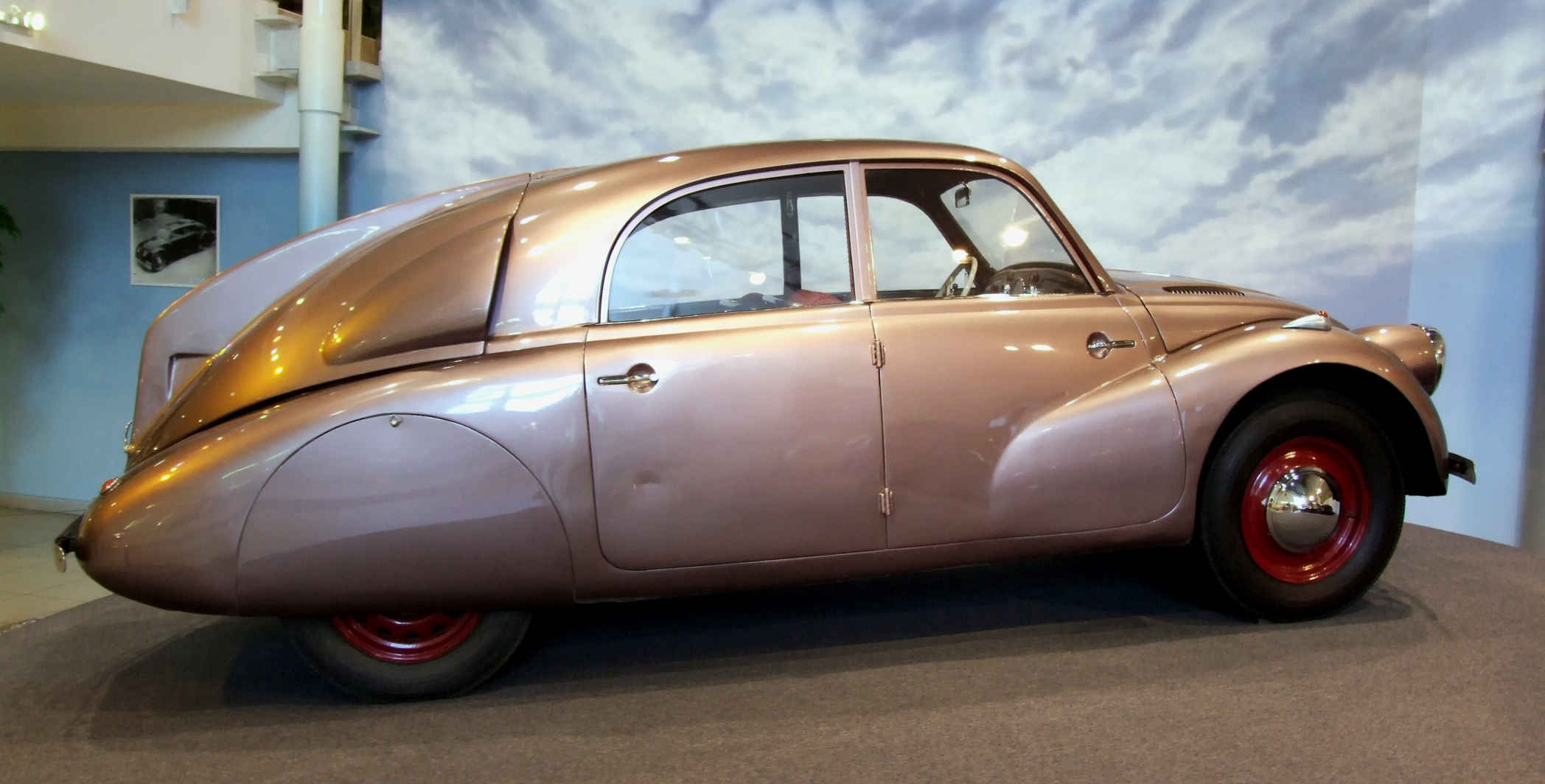
سيارة تاترا نموذج تاترا 97

في عام 1934، كشفت شركة تاترا عن النموذج تاترا 77، وهي سيارة انسيابية منخفضة للغاية بأربعة أبواب، ومحرك بـ 8 أسطوانات بشكل V وسعة 3ل، قادرة على حمل ستة أشخاص بسرعة 140 كم/سا. وأعقب ذلك في عام 1936 نموذج T 97، سيارة صغيرة بمحرك 4 أسطوانات، اعتبرت آنذاك بالسيارة الصغيرة الأكثر تقدما في وقتها. وكان لنموذجي تاترا غطاء محرك مدور نجده على البيتل. أطلقت البيتل في عام 1938، مبنية على هيكل بنفق مركزي وتعليق مستقل ومحرك خلفي بـ 4 أسطوانات مبرد بالهواء.
من المرجح أن يكون فرديناند بورشيه قد عانى من ضغوط أدولف هتلر المكثفة، والذي أراد من هذا المشروع الكبير إنجازا سريعا لأسباب سياسية. في أواخر ثلاثينيات القرن العشرين، قد يكون بورشيه استخدم براءات اختراع مختلفة لتاترا لضيق الوقت والتكلفة. وكان هتلر قد طلب بعدم عرض نموذج T77 في معرض برلين للسيارات، لأن الشبه بين نموذج T77 والبيتل يمكن أن يلقي بظلاله على هذه الأخيرة. لذلك قدمت تاترا عشرة دعاوى قضائية ضد شركة فولكس فاغن، وكان بورشيه على ما يبدو على وشك التوصل إلى اتفاق مع تاترا عندما أوقفه هتلر، الذي قال له بانه «سوف يتولى حل المشكلة». بعد وقت قصير، تعرضت تشيكوسلوفاكيا للغزو الألماني وتمت السيطرة على مصانع تاترا. أوقف إنتاج تاترا T97 واستمر نموذج T87 في السنوات الأولى من الحرب. هذه السيارة، التي تميزت بالسرعة والكفاءة على الطرق الألمانية السريعة «autobahns»، لقت شعبية كبيرة بين المسؤولين العسكريين وضباط النظام النازي.
بعد الحرب العالمية الثانية، ونجاح البيتل، عوضت فولكس فاغن شركة تاترا بمبلغ 3 ملايين مارك ألماني ، ، وكانت هذه الأخير تعتقد بأن تكنولوجيا وتصميم فولكس فاغن من أعمالها.
في عام 1932، بعد عام على صدور النماذج الأولى من تاترا V570، قدمت شركة صناعة السيارات التشيكية سكودا، المنافسة لتاترا، نسختين من نموذج أولي يكون قد استوحى منه فرديناند بورشيه. وقد تم تجهيز سكودا 932 بمحرك خلفي أربع أسطوانات سعة 1498 سم3 قدرته 30 حصان مبرد بالهواء. إذا كان للسيارة خطوطا تقليدية تتناسب مع الحقبة رغم استعمال المحرك الخلفي، لكن تشابه الشكل المستدير مع سيارة البيتل واضح بشكل كبير، أكثر من نماذج تاترا. ولذلك فمن الممكن أن يكون بورشيه قد اقترضت خطوط سيارته وخصائصها التقنية من مصادر مختلفة.

### النجاح والشعبية
رواج السيارة وارتفاع مبيعاتها، دفع بالشركة المنتجة إلى تجميعها في دول عدة:
- فولفسبورغ، هانوفر، إمدن، إنغولشتات، أسنابروك -  ألمانيا
- ملبورن -  أستراليا
- إقليم بروكسل العاصمة -  بلجيكا
- ساو برناردو دو كامبو -  البرازيل
- جاكارتا -  إندونيسيا
- دبلن -  أيرلندا
- بويبلا، بويبلا -  المكسيك
- أوكلاند -  نيوزيلندا
- لاغوس -  نيجيريا
- مانيلا -  الفلبين
- ايتنهاج (Uitenhage) -  جنوب إفريقيا
- ساراييفو -  البوسنة والهرسك (جمهورية يوغسلافيا الاشتراكية الاتحادية سابقا)
- بلنسية -  فنزويلا

#### أمريكا
لبى إنتاج البيتل الطلب المحلي، وان كان الجزء الأكبر من الإنتاج موجه نحو التصدير وبأعداد كبيرة إلى الولايات المتحدة حيث لاقت نجاحا غير اعتيادي. كانت الولايات المتحدة حينها، تعيش ازدهار ورخاء ما بعد الحرب، ومجتمع استهلاكي. فالمنازل الأميركية لم تكتف بسيارة واحدة. كما أصبحت المرأة من كبار المستهلكين وترغب في الحصول على سيارة جميلة ويمكن التحكم فيها، على عكس السيارات الأمريكية الكبيرة. استجابت البيتل لهذه المطالب الجديدة، وأصبحت أول سيارة أجنبية تفرض نفسها في سوق الولايات المتحدة.
الناجح الكبير لسيارة «فولكس فاغن بيتل» في الولايات المتحدة، في نسخة خاصة سميت Export (تصدير)، دفع المصنع بتصديرها أيضا إلى البرازيل وجنوب أفريقيا. وكذا في العديد من البلدان الأوروبية. ومثلت الأسواق الخارجية 41٪ من الإنتاج لسنة 1952. في العام التالي، صارت السيارة تجمع في البرازيل.
ومع ذلك، في سبعينيات القرن العشرين، في وقت بلغت تصميم السيارات الإيطالية ذروتها، ظهر تصميم البيتل وكأنه قد عفا عليه الزمن. كان فضاؤها الداخلي عيبا متأصلا فيها بسبب شكلها، فتم إيقاف إنتاجها في عام 1978 بأوروبا. وكان الحكم النهائي بتوقيف الإنتاج في 2003.

#### أيرلندا
بدأت فولكس فاغن مشاركتها في أيرلندا عندما قامت شركة Motor Distributors Limited، التي أسسها ستيفن أوفلاهيرتي، في عام 1949، بتأمين الامتياز للبلاد في معرض باريس للسيارات في ذلك العام. في عام 1950، بدأت فولكس فاغن بيتلز بالوصول إلى دبلن معبأة في صناديق في شكل كان يسمى «هدم تمامًا» (CKD) جاهزًا للتجميع. تم تجميع المركبات في مستودع ترام سابق في 162 طريق شيلبورن في بولسبريدج. هذا هو الآن مقر شركة Ballsbridge Motors التي لا تزال وكيل فولكس فاغن. تم هنا بناء أول سيارة فولكس فاغن تم تجميعها خارج ألمانيا. هذه السيارة معروضة الآن في متحف فولكس فاغن في فولفسبورج.

#### المملكة المتحدة
في عام 1952، بدأ جون كولبورن بابر في استيراد أعداد صغيرة من الخنافس إلى حد كبير لتلبية الطلب من أفراد القوات الجوية الأمريكية المتمركزين في كنت. اليوم، لا تزال Colborne Garages تحتفظ بامتيازات فولكس فاغن لـ Guildford وWalton-on-Thames. في عام 1953، بدأت شركة جيه جيلدر وشركاه المحدودة في شيفيلد في بيع الخنافس. كان جاك جيلدر مفتونًا بتصميم وهندسة الخنفساء عندما صادف واحدة في بلجيكا خلال الحرب.[بحاجة لمصدر] تقدم بطلب للحصول على الامتياز بمجرد أن أتيحت له الفرصة وأصبح ممثل فولكس فاغن في شمال إنجلترا. في عام 2013، استحوذت شركة JCT600 على ‏ مجموعة جيلدر.

#### اليابان
تم تقديم النوع الأول إلى اليابان في عام 1953، وتم استيراده بواسطة وكلاء ياناس في اليابان. كانت أبعادها الخارجية وإزاحة المحرك متوافقة مع لوائح الحكومة اليابانية، مما ساعد على المبيعات. تم تقديم العديد من السيارات اليابانية بعد بيع بيتل في اليابان، باستخدام محرك تبريد الهواء وتركيب خلفي للمحرك، مثل Subaru 360، أو محرك مثبت في المقدمة، مثل Honda N360، وSuzuki Fronte، وميتسوبيشي مينيكا.

#### التسمية
نجاحها الشعبي في النصف الثاني من القرن العشرين، أكسبها ألقابا كثيرا دلالة على إعجاب الناس بها.
قبل الحرب، وعندما تم تصميمها، أطلق عليها اسم KdF-Wagen (اختصار لـ Kraft durch Freude، أي «القوة من خلال الفرح»). بعد الحرب، سميت في ألمانيا ببساطة فولكس فاغن («سيارة الشعب») ثم فولكس فاغن Type 1 وأسماء أخرى مع وصول نماذج جديدة (كومبي "Type 2" على سبيل المثال).
ألقاب الشعبية للسيارة
- الحدباء : Garbus (بولندا)
- فرشاة : Cepillo (جمهورية الدومينيكان)
- الفقاعة :
  - Boble (النرويج)
  - Boblen (الدنمارك)
  - Bubblan (السويد)
  - Kupla (فنلندا)
- سوسة الفاكهة : Weevil (كندا)
- الدعسوقة :
  - Carocha (البرتغال)
  - Coccinelle (بلجيكا، فرنسا، هايتي، كندا، سويسرا)
  - 甲壳虫 (الصين (منطقة))
  - الدعسوقة [Daasouka] (الجزائر)
- الخنفساء : Fusca (البرازيل)
- الضفدع :
  - Broscuţă (رومانيا)
  - Kodok (إندونيسيا)
  - Agruga (العراق)
- الجعل :
  - Kever (بلجيكا، هولندا)
  - Kewer (جنوب أفريقيا)
  - Maggiolino (إيطاليا)
  - Vabalas (ليتوانيا)
  - Vabole (لاتفيا)
- حشرة :
  - Bug (الولايات المتحدة)
  - Con bọ (فيتنام)
- صرصور صغير : Cucarachita (المجر)
- برغوث صغير : Pulguita (المكسيك)
- بورش المكورة : Kugel Porsche (النمسا)
- Scarabée :
  - Escarabajo (إسبانيا، الأرجنتين، الإكوادور، تشيلي، باراغواي، فنزويلا)
  - Beetle (الولايات المتحدة، جمهورية أيرلندا، المملكة المتحدة)
  - Bjalla (آيسلندا)
  - Bogár (المجر)
  - Brouk (التشيك)
  - Chrobák (سلوفاكيا)
  - Hrošč (سلوفينيا)
  - Käfer (ألمانيا)
  - Põrnikas (إستونيا)
  - Буба [Buba] (كرواتيا، جمهورية مقدونيا، صربيا)
  - Жук [Žuk] (روسيا)
  - [Hipushit] (إسرائيل)
  - Σκαραβαίος [Scaraveos] (اليونان)
  - 비틀(كوريا الجنوبية)
  - ビートル (اليابان)
- Sedan : Sedan (البرازيل)
- سلحفاة :
  - Kaplumbağa (تركيا)
  - Peta (بوليفيا)
  - Косτенурка [Kostenurka] (بلغاريا)
  - รถเต่า [Rod tao] (تايلاند)
- غير قابلة للترجمة : Vocho (المكسيك)

#### أزمة النفط
في عام 1956، أعلن الرئيس المصري جمال عبد الناصر تأميم قناة السويس، والتي كانت تمثل شرياناً هاماً للتزود بالنفط. فواجه العالم أزمة قناة السويس، وأثّر ذلك في اقتصاديات العالم وخاصة صناعة السيارات. فقد تم التخلي بسرعة عن السيارات المستهلكة كثيراً للوقود المكثف لصالح سيارات أكثر اقتصاداً. كانت هذه الأزمة مفاجئة، فالشركات الأميركية استغرقت سنوات لتطوير سيارات صغيرة وقليلة الاستهلاك. في حين أن السيارات الأوروبية كانت تلبي بالفعل هذه المعايير، وكانت سيارة فولكس فاغن بيتل أشهرها في الولايات المتحدة. وجد فيها الشباب الأمريكي ما يبحث عنه.

#### الإشهار في وسائل الإعلام

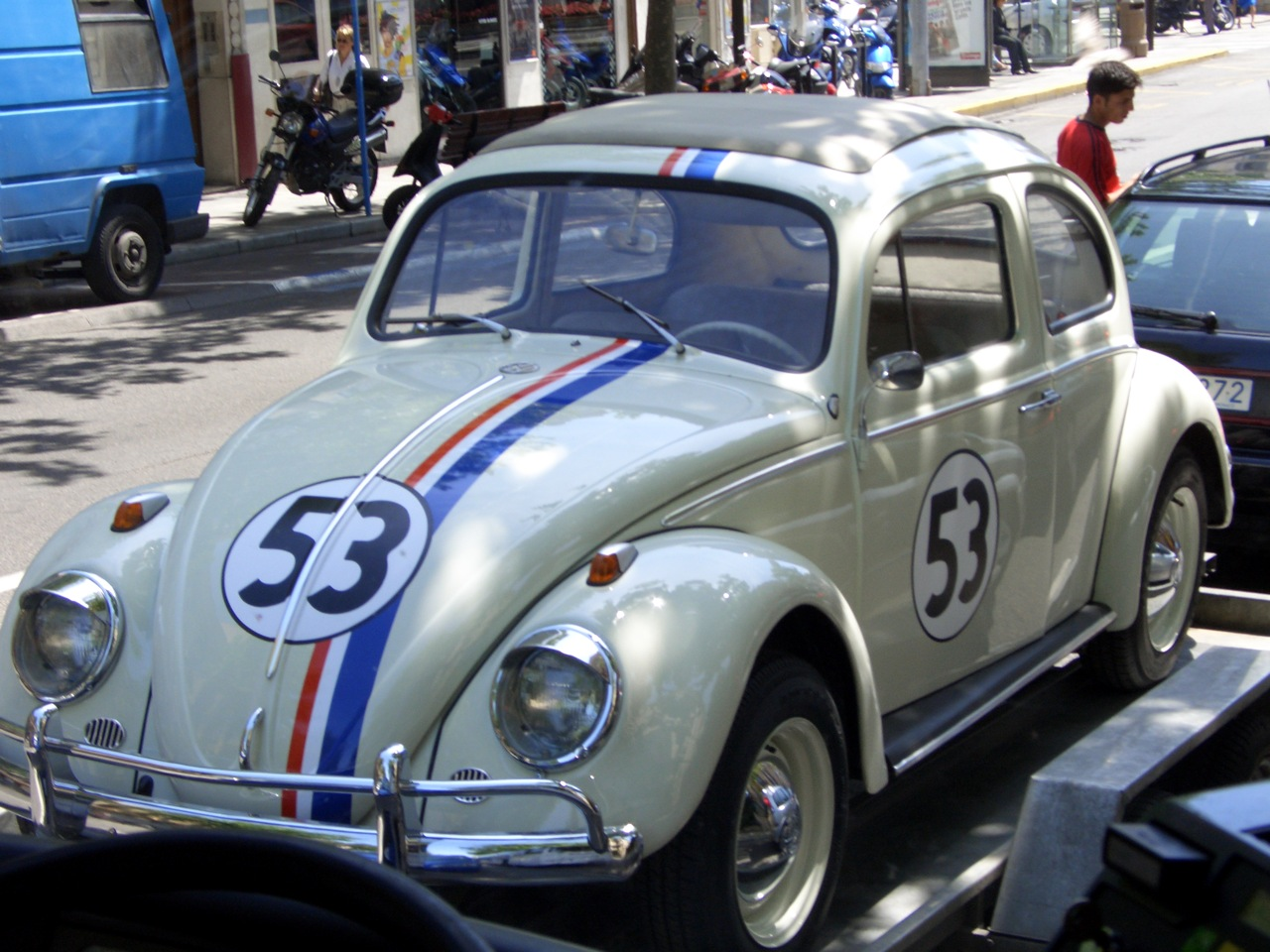
هيربي، نجمة أفلام والت ديزني.

أحرزت البيتل نجاحاً تجارياً، يرجع الفضل في ذلك جزئياً لوسائل الإعلام. أضحت نجمة والت ديزني في سلسلة من خمسة أفلام، بدأت بفيلم حب حشرة (1969) مع دين جونز. وكانت البطلة الرئيسية في الفيلم، هي سيارة البيتل هيربي ، طراز سنة 1963 مطلية بالأبيض وتحمل الرقم 53، ولديها روح، وإحساس، ومشاعر، وتحب فعل الخير، ولكنها غير قادرة على النطق!. وتعرض الأفلام لمغامرات هيربي والسباقات التي شاركت فيها. لاقت هذه الأفلام نجاحاً كبيراً.
ظهرت السيارة أيضاً في العديد من الأفلام الأخرى، كما هو الحال في فيلم The Arrival أو في Transformers: Animated، والتي يأخذ فيها أحد المتحولين شكل سيارة بيتل صفراء.
سيارة البيتل هي أيضاً واحدة من أكثر السيارات المستنسخة بحجم مصغر. أنتجت شركتا «Hot Wheels» و«Matchbox» العديد من سيارات البيتل الصغيرة. وكذا فعلت معظم الشركات المصنعة للعب السيارات في وقت من الأوقات.

## التقنية

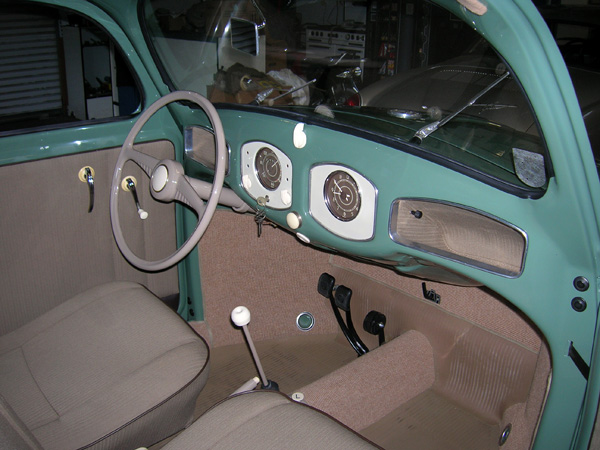
القمرة الداخلية لسيارة بيتل 1949.

التصميم التقني للبيتل، الذي كان متطوراً وسابقاً لعصره وصار بمرور السنين قديماً وعفا عنه الزمن، إلى جانب شكلها البسيط لم يشكلا أبداً عائقاً. بل على العكس، فإن البيتل تطمئن وولاؤها يلهم التعاطف. تعاني البيتل تأخراً تكنولوجياً مقارنة بالتقنية المستعملة في السيارات الحالية، إذ تمتاز بوجود أربع أسطوانات ضعيفة وصاخبة، ومحول سرعات بدون تزامن وتعليق ضعيف وسلوك غامض في كثير من الأحيان. يقول هاينريش نوردوف: «أرى أن الجمهور يعشق البيتل، ولكن أنا لا أفهم حقاً لماذا!».
إذا كان تبريد المحرك بالهواء يبسط الصيانة ويضمن تشغيلاً ميكانيكياً سلساً، فإنه يجعل قمرة القيادة صاخبة بسبب التوربينات. أما بالنسبة لموقع المحرك في الخلف، فهو يسمح بتجنب استخدام الأعضاء الطويلة لنقل الحركة أو المفاصل المعقدة (مفاصل الحركة الذاتية بالجر)، ولكن حركة السيارة على الطريق تضطرب بشكل عشوائي، حتى لو أن المحرك يعطيها دفعاً جيداً جداً. أما خزان الوقود فهو موجود في مقدمة السيارة.
يتكون نظام التدفئة من صندوقين يقعان على جانبي مخارج عادم السيارة. ينقل الهواء الساخن بأنبوبين مرنين إلى فتحات التهوية الموجودة على مستوى الأرض وعلى مستوى الزجاج الأمامي. العيب الرئيسي لهذا النظام هو أنه يؤدي إلى تدهور كبير على مستوى بعض أجزاء قاعدة السيارة.

## الإصدارات

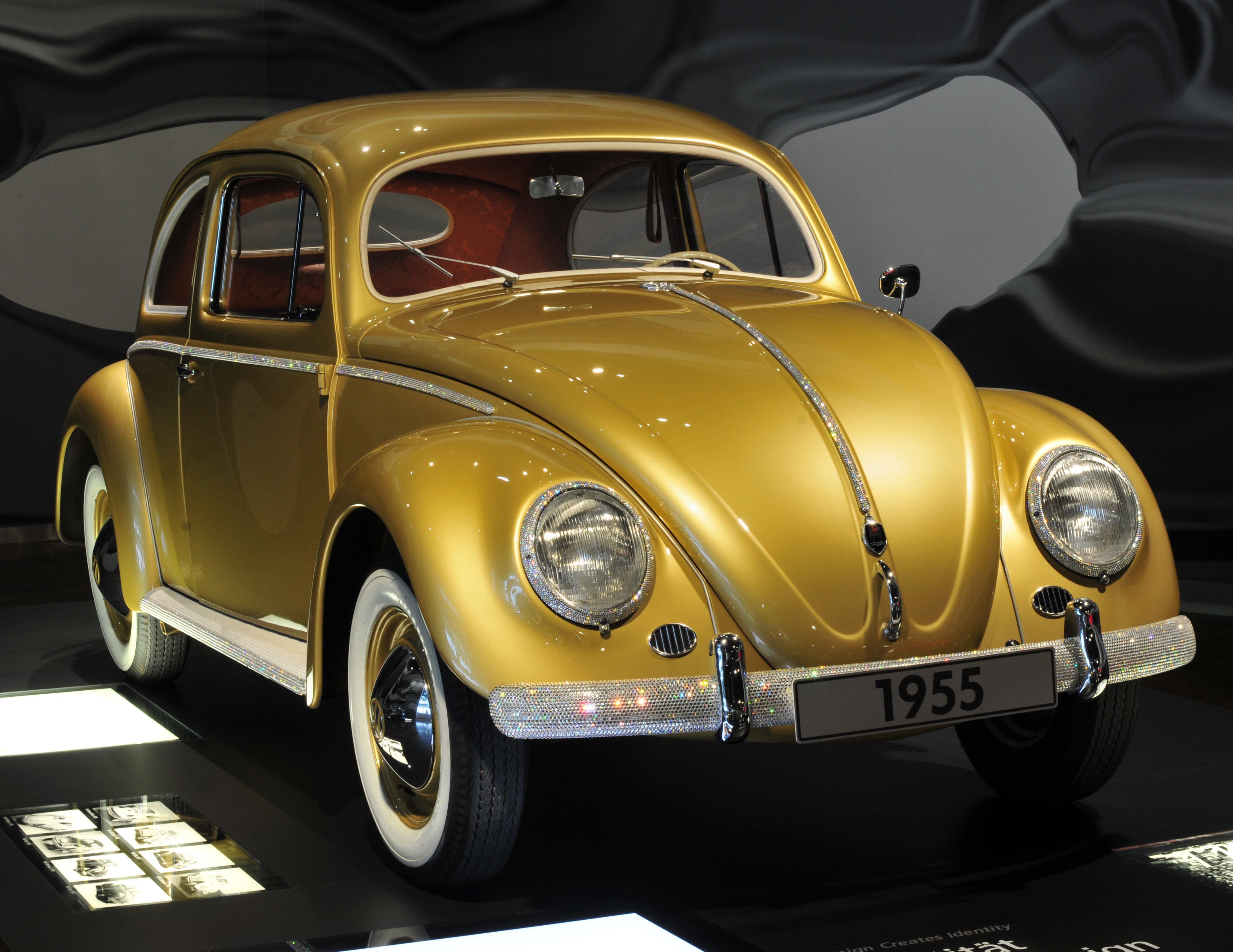
البيتل رقم 1 مليون - بطلاء ذهبي اللون وخرز زجاجي مصقول مع أجزاء من الكروم

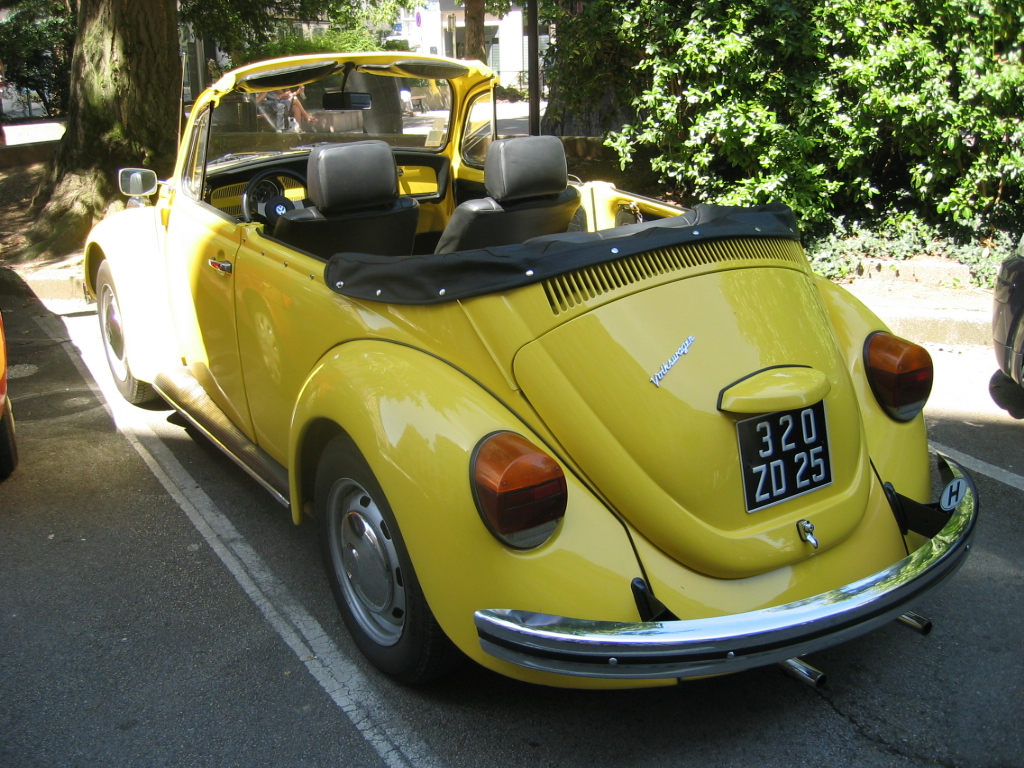
تتحول إلى سيارة سيدان تحويل اليدوية.

إنطلاقاً من نموذج ما بعد الحرب المدعوم بمحرك 1131 سم3 بقوة 25 حصان، تطور تقنية البيتل بشكل متكرر، ولكن حذر. فزادت القوة برفع عدد الأحصنة التي تنتجها المحركات: من محرك بأسطوانات سعتها 1192 سم3 وتنتج 30 حصان في عام 1954 إلى 34 حصان في عام 1960، ثم أسطوانات 1285 سم3 وقوة 40 حصاناً في عام 1965، فأسطوانات 1493 سم3 وقوة 44 حصاناً في 1966، ثم أسطوانات 1584 سم3 بـ 50 حصاناً في 1972.
من الناحية الجمالية للسيارة، أجريت تعديلات متعاقبة لتحديث خطوطها ومن ثم اعطاؤها حجماً زائداً، مع الحفاظ على المظهر الخاص بالسيارة.
أنتجت البيتل رقم مليون من مصنع فولفسبورج الساعة 14:10 من يوم 5 أغسطس 1955 وبحضور 1200 من المعجبين بهذا الحدث. بهذه المناسبة، عرضت البيتل بلون ذهبي لامع. وقد سافرت لمسافة 5000 كم عبر ألمانيا قبل أن يتم وضعها بشكل دائم في متحف الشركة في فولفسبورغ.
في عام 1998، قررت شركة فولكس فاغن «إحياء» أسطورة السيارة بتقديم إصدار جديد معاصر، سمي ببساطة فولكس فاغن بيتل الجديدة (بالإنجليزية: Volkswagen New Beetle).

### كبريوليه
في عام 1948 اشترى فيلهلم كارمان سيارة فولكس فاغن بيتل سيدان وحوّلها إلى سيارة مكشوفة بأربعة مقاعد. بعد تقديمها بنجاح في شركة فولكس فاغن في فولفسبورج، بدأت سيارة بيتل كابريوليه الإنتاج في عام 1949 بواسطة كارمان في أوسنابروك.
كانت السيارة المكشوفة أكثر من مجرد سيارة خنفساء ذات سقف قابل للطي. للتعويض عن القوة المفقودة في إزالة السقف، تم تعزيز العتبات بقضبان ملحومة على شكل حرف U، وتم تركيب شعاع عرضي أسفل الحافة الأمامية لوسادة المقعد الخلفي، وكانت الألواح الجانبية أسفل لوحة العدادات مزدوجة- حائط. بالإضافة إلى ذلك، كانت الزوايا السفلية لفتحات الباب ملحومة في ألواح التقوية المنحنية، وكانت الأبواب بها أسافين محاذاة ثانوية عند العمود B.
كانت السيارة المكشوفة أكثر من مجرد سيارة خنفساء ذات سقف قابل للطي. للتعويض عن القوة المفقودة في إزالة السقف، تم تعزيز العتبات بقضبان ملحومة على شكل حرف U، وتم تركيب شعاع عرضي أسفل الحافة الأمامية لوسادة المقعد الخلفي، وكانت الألواح الجانبية أسفل لوحة العدادات مزدوجة- حائط. بالإضافة إلى ذلك، كانت الزوايا السفلية لفتحات الباب ملحومة في ألواح التقوية المنحنية، وكانت الأبواب بها أسافين محاذاة ثانوية عند العمود B.
كانت السيارة المكشوفة بشكل عام أكثر تجهيزًا من سيارة السيدان المزودة بمنافض سجائر خلفية مزدوجة، وجيوب خرائط مزدوجة، ومرآة للزينة على جانب الراكب، ودروع حجرية خلفية، وخلال عام 1969، حلقات تقليم العجلات. لم يتوفر العديد من هذه العناصر على الخنافس الأخرى حتى ظهور الحزمة الاختيارية "L" (Luxus) في عام 1970.
بعد عدد من التعديلات الأسلوبية والفنية التي تم إجراؤها على Karmann cabriolet،  (المقابلة للتغييرات العديدة التي أدخلتها فولكس فاغن على بيتل طوال تاريخها)، خرج آخر 331847 كابريوليه من خط الإنتاج في 10 يناير 1980.

### سيارة نفعية
سيارة كومبي (Combi) الشهيرة الذي ظهرت سنة 1950 هي أول سيارة نفعية مستمدة من تصميم البيتل وعناصرها الميكانيكية. كانت كومبي سيارة أسطورية ظهرت في كل مسالك المغامرة لجيل الهيبيز. وبعد خمس سنوات، ظهرت كومبي «كوبيه كارمان غيا»، صممها غيا وبناها عند كارمان. وتلاها بعد ذلك في عام 1957 نسخة كبريوليه.

أربع وجهات نظر.

### الانخفاض
على الرغم من نجاحها الكبير في الستينيات، حيث شهدت أكبر نمو في مبيعاتها في أمريكا الشمالية بين عامي 1960 و1965، إلا أنها واجهت منافسة شديدة من التصميمات الأكثر حداثة على مستوى العالم. كان اليابانيون قد صقلوا سيارات الدفع الخلفي، والمبردة بالماء، والمحرك الأمامي، والسيارات الصغيرة بما في ذلك Datsun 510 وToyota Corona، التي نمت مبيعاتها في سوق أمريكا الشمالية بسرعة على حساب فولكس فاغن في أواخر الستينيات. قدمت هوندا طراز N600، بناءً على تصميم محرك عرضي فعال من حيث المساحة، ودفع أمامي من سيارة أوستن ميني الأصلية، إلى سوق أمريكا الشمالية في أواخر عام 1969، وقامت بترقية الطراز إلى هوندا سيفيك في عام 1972. سوف يهيمن «الثلاثة الكبار» اليابانيون قريبًا على مبيعات السيارات المدمجة في أمريكا الشمالية. في عام 1971، قدمت فورد سيارة Pinto، والتي كان لها بعض التأثير على السوق كبديل منخفض التكلفة في أعقاب انخفاض الدولار الأمريكي مقابل المارك الألماني في نفس العام. مع اقتراب الستينيات من نهايتها، واجهت فولكس فاغن منافسة شديدة من السيارات الأوروبية أيضًا. واجهت Beetle منافسة من تصميمات جديدة مثل Fiat 127 وRenault 5، وتصميمات أكثر قوة تعتمد على تصميم Austin Mini مثل Superminis. كما تمتع المنافسون الألمان، فورد وأوبل، بمبيعات قوية للسيارات الأصغر الحديثة مثل Ford Escort وOpel Kadett. محاولات فولكس فاغن لتعزيز قوة محركها المبرد بالهواء لتلبية متطلبات السرعات العالية على الطرق السريعة في أواخر الستينيات، ثم الامتثال للوائح مكافحة التلوث الجديدة، تسببت في مشاكل تتعلق بالموثوقية وكفاءة الوقود مما أضعف سمعة التصميم القديم. خضعت قضايا السلامة المتعلقة بالخنفساء لمزيد من التدقيق، وبلغت ذروتها في إصدار عام 1972 لتقرير لاذع إلى حد ما. خلال أوائل السبعينيات، تراجعت مبيعات بيتل في أوروبا وأمريكا الشمالية.
قدمت فولكس فاغن نماذج أخرى لتكملة بيتل طوال الستينيات ؛ النوع 3 والنوع 4 وK70 المستندة إلى NSU والأكبر. لم تحقق أي من هذه النماذج، التي تهدف إلى أسواق أكثر رقياً، مستوى نجاح بيتل. الاعتماد المفرط على طراز واحد، الآن في تراجع، يعني أن فولكس فاغن كانت في أزمة مالية بحلول عام 1974. احتاجت إلى تمويل من الحكومة الألمانية لإنتاج بديل بيتل.
تحولت خطوط الإنتاج في فولفسبورج إلى سيارة الجولف الجديدة المبردة بالماء والمحرك الأمامي والدفع بالعجلات الأمامية والتي صممها جيورجيتو جيوجيارو في عام 1974، وبيعت في أمريكا الشمالية في ذلك الوقت باسم «الأرنب». أصبح الجولف في النهاية أكثر طرازات فولكس فاغن نجاحًا منذ بيتل. تمت إعادة تصميمه بشكل دوري على مدار حياته، مع انتقال عدد قليل من المكونات بين الأجيال، ودخل الجيل الثامن في عام 2019 ؛ لم يكن لدى بيتل سوى تعديلات طفيفة على تصميمها الأصلي.
لم يقتل الجولف إنتاج بيتل، ولا بولو الأصغر الذي تم إطلاقه بعد عام. استمر إنتاج بيتل بأعداد أقل في المصانع الألمانية الأخرى حتى 19 يناير 1978، عندما انتقل الإنتاج السائد إلى البرازيل والمكسيك: الأسواق التي كانت تكلفة التشغيل المنخفضة فيها عاملاً مهمًا. بعد هذا التحول في الإنتاج، لم تتوقف المبيعات في أوروبا، لكنها أصبحت منخفضة للغاية. تم إنتاج سيارات السيدان بيتل للأسواق الأمريكية حتى يوليو 1977  وللأسواق الأوروبية حتى عام 1985، مع استمرار الشركات الأخرى في استيراد السيارات المنتجة في المكسيك بعد عام 1985. انتهى إنتاج بيتل / كابريوليه المكشوفة (مثل طرازات 1979) في 31 يناير 1980.
تم إنتاج آخر بيتل في بويبلا بالمكسيك في يوليو 2003. تم بيع الدفعة الأخيرة المكونة من 3000 بيتلز كطرازات عام 2004 وشارة باسم Última Edición، مع إطارات ذات جدار أبيض، ومجموعة من حواف الكروم التي توقفت سابقًا، واختيار لونين خاصين من الطلاء مأخوذ من New Beetle. انتهى الإنتاج في البرازيل عام 1986، ثم بدأ مرة أخرى في عام 1993 واستمر حتى عام 1996.

### نهاية العالم للإنتاج
بحلول عام 2002، تم إنتاج أكثر من 21 مليون نوع 1، ولكن بحلول عام 2003، انخفض الإنتاج السنوي إلى 30000 من ذروة 1.3 مليون في عام 1971. أعلنت شركة فولكس فاغن نهاية الإنتاج في يونيو 2003، مستشهدة بتناقص الطلب، وخرجت السيارة الأصلية النهائية من النوع 1 فولكس فاغن بيتل (رقم 21529464) من خط الإنتاج في بويبلا، المكسيك، في 30 يوليو 2003،  بعد 65 عامًا من إنتاجها الأصلي إطلاق. تم تسليم هذه الخنفساء الأخيرة، الملقبة بـ El Rey (بالإسبانية لـ "The King" بعد أغنية مكسيكية أسطورية لخوسيه ألفريدو خيمينيز) إلى متحف الشركة في فولفسبورغ، ألمانيا.

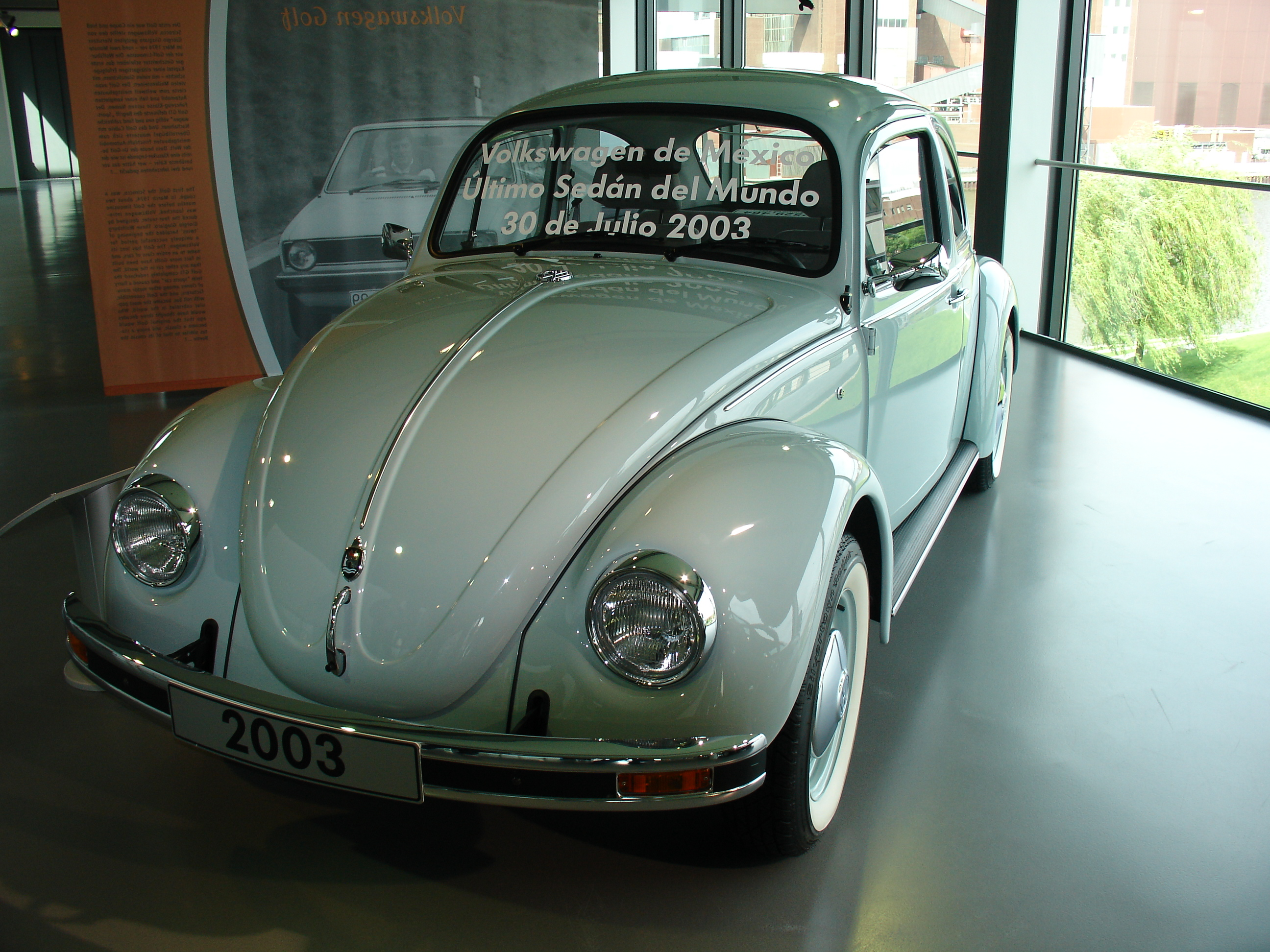
"tltima Edición" (الإصدار الأخير) في Aquarius Blue (2003).

للاحتفال بهذه المناسبة، قامت فولكس واجن بتسويق سلسلة خاصة نهائية من 3000 بيتلز تم تسويقها باسم "Última Edición" (الإصدار الأخير) باللون الأزرق الفاتح (Aquarius Blue) أو البيج (Harvest Moon Beige). تضمنت كل سيارة محرك 1.6، وإطارات ذات جدار أبيض، ومشغل أقراص مضغوطة بأربعة مكبرات صوت، ومصدات كروم، وأغطية وأغطية محور ومرايا خارجية، وشعار فولفسبورغ أعلى مقبض صندوق السيارة الأمامي، ومقصورة داخلية من القماش بالكامل، وشارة صندوق قفاز من الكروم، ولون الهيكل عجلات، زجاج ملون، رف خلفي، ولوحة VW Última Edición.
قامت فرقة مارياشي بإنتاج السيارة الأخيرة. في المكسيك، كانت هناك حملة إعلانية توديعًا للبيتل. في أحد الإعلانات كانت هناك مساحة صغيرة جدًا لوقوف السيارات في الشارع، وحاول العديد من السيارات الكبيرة استخدامها، لكنها لم تستطع. بعد فترة، تظهر لافتة في مكان وقوف السيارات تقول: " Es increíble que un auto tan pequeño deje un vacío tan grande " (من المذهل أن سيارة صغيرة جدًا يمكن أن تترك مثل هذا الفراغ الكبير). رسم آخر النهاية الخلفية لسيارة بيتل 1954 (السنة التي تم فيها تأسيس فولكس فاغن في المكسيك) في الجانب الأيسر من الإعلان، كتب عليها " Erase una vez.. ". (ذات مرة ...) وآخر خنفساء 2003 في الجانب الأيمن، تقرأ «فين» (النهاية). الإعلانات الأخرى لها نفس نبرة الحنين إلى الماضي.
- المحرك: أربع أسطوانات محقونة بالوقود (Bosch Digifant) متقابلة أفقيًا، 1,584 سم مكعب، 50 حصان (37 كـو)، 98.1 نيوتن لكل متر (72.4 قدم·رطل) @ 2200 rpm، محول حفاز ثلاثي الاتجاهات
- عدد الكيلومترات الوقود المقدرة: 32.5 ميل لكل غالون أمريكي (7.2 ل/100 كـم؛ 32.5 mpg‑US؛ 39.0 mpg‑imp)
- السرعة القصوى للانطلاق: 130 كيلومتر في الساعة (81 ميل/س)
- الفرامل: قرص أمامي، أسطوانة خلفية
- الركاب: خمسة
- الخزان: 40 لتر (11 غال-أمريكي؛ 9 غالون إمب)
- الألوان: أزرق الدلو، بيج هارفست مون.

## النماذج

### ديزل
في عام 1951، قدمت فولكس فاغن نموذجًا أوليًا لـ 1.3 محرك ديزل L. صنعت فولكس فاغن اثنين فقط من محركات الديزل ذات الشفط الطبيعي والمبردة بالهواء، وركبت محركًا واحدًا في النوع الأول والآخر في النوع الثاني. تم اختبار خنفساء الديزل بمرور الوقت على نوربورغرينغ وحققت 0-100 كم / ساعة (0–62 ميل في الساعة) في 60 ثانية.

## التصميم

رسم توضيحي لأنظمة تبريد الهواء والعادم في محرك بيتل

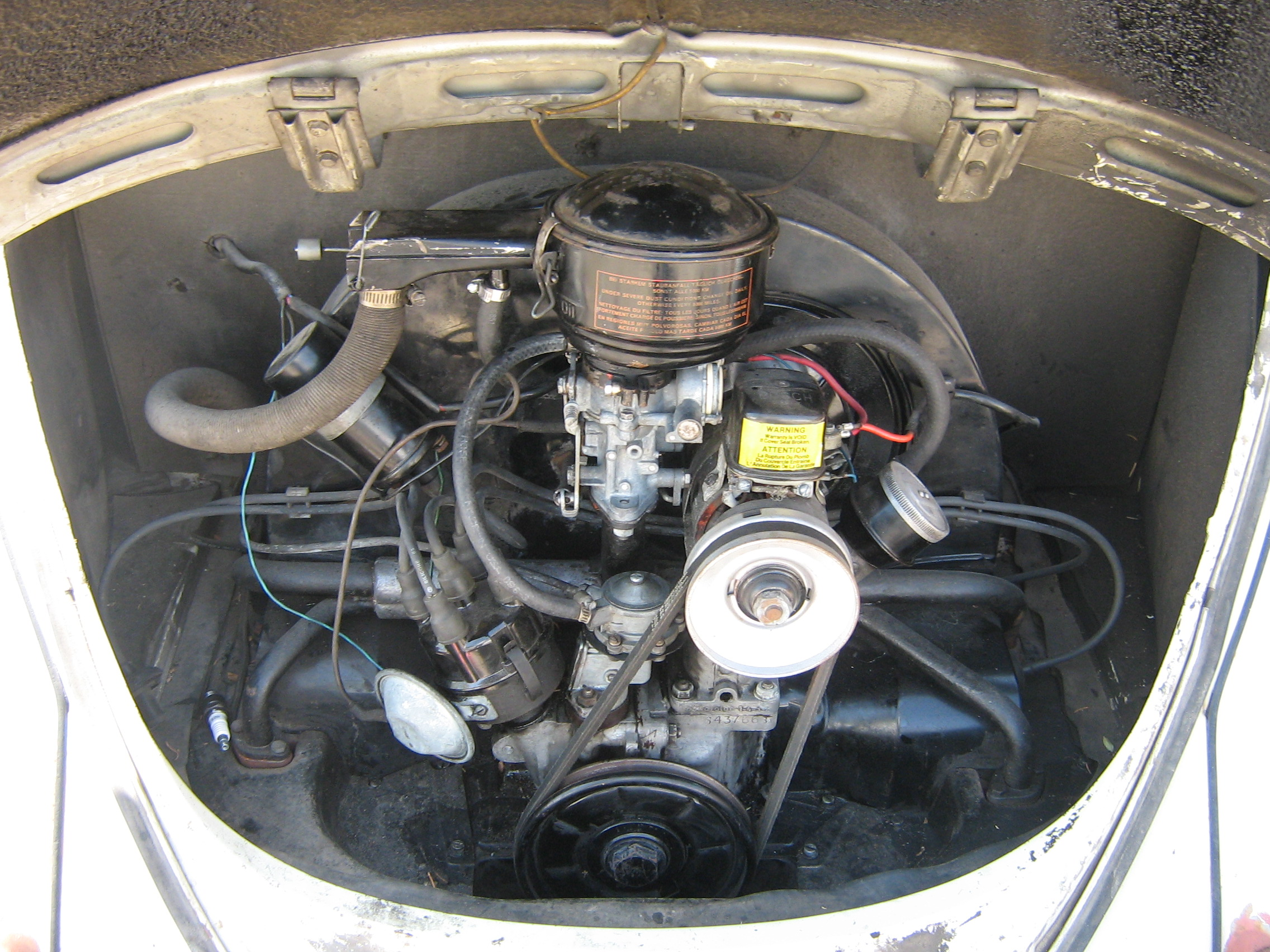
1962 محرك فولكس فاغن بيتل

تتميز بيتل بمحرك خلفي رباعي الأسطوانات ومبرد بالهواء، ومحرك بوكسر في هيكل ببابين يتميز بزجاج أمامي مسطح يتسع لأربعة ركاب ويوفر تخزين الأمتعة أسفل غطاء المحرك الأمامي وخلف المقعد الخلفي - وتقديم معامل مقاومة 0.48 ؛  بالنسبة لهذا C d الجيد نسبيًا، كان الجزء الخلفي المبسط للسيارة أيضًا مفيدًا. تم إرفاق ثمانية عشر مسمارًا بهيكل المنصة شبه المسطح الذي يتميز بنفق هيكلي مركزي. يتميز التعليق الأمامي والخلفي بقضبان الالتواء جنبًا إلى جنب مع قضيب الموازنة الأمامي - مما يوفر تعليقًا مستقلاً على جميع العجلات. تمت مراجعة بعض الميزات الأولية لاحقًا، بما في ذلك فرامل الأسطوانة الميكانيكية، والنوافذ الخلفية المنقسمة، ومؤشرات الاتجاه الميكانيكية، وعلبة التروس غير المتزامنة. تحملت ميزات أخرى، بما في ذلك شكلها العام المميز. في الواقع، تم تقدير بيتل لمظهره الذي لم يتغير على ما يبدو و«تم تسويقه للمستهلكين الأمريكيين على أنه مضاد لجنرال موتورز وفورد: لا نؤمن بالتقادم المخطط له. نحن لا نغير السيارة من أجل التغيير.» 
تم تصنيع محركها وناقل الحركة ورؤوس الأسطوانات من سبيكة خفيفة. يضمن مبرد زيت المحرك (الموجود في غطاء مروحة المحرك) درجة حرارة تشغيل مثالية للمحرك وعمر طويل للمحرك، محسّنًا من خلال ترموستات تجاوز مبرد الزيت عندما يكون المحرك باردًا. ظهرت النماذج اللاحقة على خنق تلقائي. يمر هواء دخول المحرك عبر مرشح معدني، بينما يتم التقاط الجزيئات الثقيلة بواسطة حمام زيت. بعد عام 1960، تميز التوجيه بمخمد هيدروليكي يمتص المخالفات في التوجيه.
يدل على تصميم السيارة النفعية، وظهرت الداخلية رسمت الأسطح المعدنية، اندفاعة المعادن توحيد الصكوك في دائري واحد binnacle، مقاعد أمامية قابلة للتعديل، وأضعاف أسفل المقعد الخلفي، اختياري أرجوحة من النوافذ الخلفية والنوافذ الأمامية مع التمحور النوافذ تنفيس، والتدفئة عن طريق مشعبات تبادل الهواء إلى الهواء التي تعمل على حرارة المحرك، ونظام غسيل الزجاج الأمامي الذي تجنب تعقيد وتكلفة المضخة الكهربائية الإضافية وبدلاً من ذلك تلقى ضغطها من الإطار الاحتياطي للسيارة (الموجود في مقصورة الأمتعة الأمامية) والتي تم تضخيمها بشكل زائد لتلائم وظيفة الغسالة.
خلال إنتاجها، قامت فولكس فاغن بتسويق بيتل مع ناقل حركة يدوي رباعي السرعات. منذ عام 1961 (وبشكل حصري تقريبًا في أوروبا)،  قدمت فولكس فاغن نسخة اختيارية من ناقل الحركة شبه الأوتوماتيكي Saxomat : ناقل حركة يدوي رباعي السرعات مقترن بقابض كهرومغناطيسي مع قابض طرد مركزي يستخدم في وضع الخمول. بعد ذلك، (بدءًا من عام 1967 في أوروبا و1968 في الولايات المتحدة)، قدمت فولكس فاغن ناقل حركة شبه أوتوماتيكي اختياري (تم تسويقه على أنه Automatic Stick Shift ويسمى أيضًا AutoStick،) وهو عبارة عن دليل ثلاثي السرعات مقترن بقابض كهربائي هوائي ومحول عزم الدوران.
في حين أن المظهر العام للبيتل تغير قليلاً خلال فترة حياتها، فقد استقبلت أكثر من 78000 تغييرات تدريجية أثناء إنتاجه.

## الإنتاج الدولي
بدأ الإنتاج الألماني للبيتل في البداية في مصنع فولفسبورج الأم حتى طرح جولف في عام 1974، ثم توسع لاحقًا ليشمل مصانع إمدن وهانوفر الأحدث. شهد استحواذ فولكس فاغن على اتحاد السيارات عام 1964 إنتاج 60 ألف سيارة سنويًا  على خطوط تجميع أودي في إنغولشتات حتى عام 1971. تم تجميع آخر السيارات الألمانية الصنع في إمدن عام 1978، وبعد ذلك أصبح مصنع بويبلا بالمكسيك المصدر الرئيسي لإنتاج بيتل. أنتجت دول أخرى الخنافس من CKD (مجموعات ضربة قاضية كاملة): قامت أيرلندا وتايلاند وإندونيسيا وجنوب إفريقيا وأستراليا ويوغوسلافيا (مدينة سراييفو) ونيجيريا بتجميع الخنافس بموجب ترخيص من شركة فولكس فاغن.
كان للخنافس المنتجة في المكسيك والبرازيل عدة اختلافات:

### البرازيل

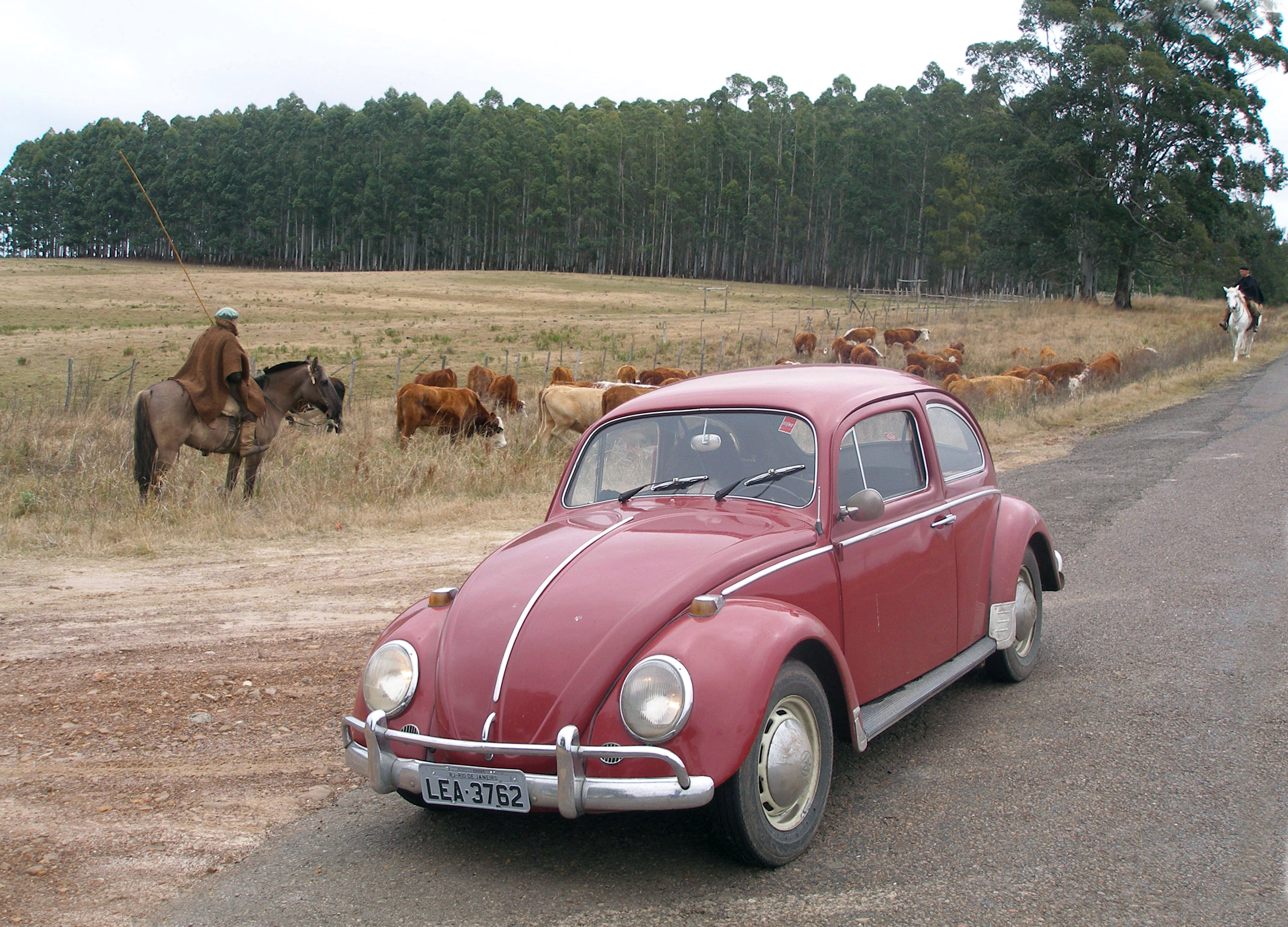
1969 سيارة 1300 البرازيلية (فوسكا)

بدأ التجميع البرازيلي للخنفساء، حيث يطلق عليه «فوسكا»، في عام 1953، بأجزاء مستوردة من ألمانيا. بحلول يناير 1959، تم تصنيع السيارات في مصنع ساو برناردو دو كامبو الجديد، على الرغم من أنها كانت تحتوي في الأصل على 60٪ من الأجزاء الألمانية. بحلول منتصف الستينيات، كانت السيارات تحتوي على 99.93 ٪ من أجزاء الأجزاء البرازيلية، مع استمرار استيراد أربعة أجزاء ألمانية بقيمة إجمالية تبلغ حوالي دولار أمريكي واحد. استمر الإنتاج حتى عام 1986. في عام 1993 استؤنف الإنتاج واستمر حتى عام 1996. احتفظت النسخة البرازيلية بنمط الهيكل 1958-1964 (النسخة الأوروبية والأمريكية) مع أعمدة الأبواب السميكة والنوافذ الجانبية الأصغر. تم إنتاج نمط الجسم هذا أيضًا في المكسيك حتى عام 1971. حوالي عام 1973، تم تحديث جميع الخنافس البرازيلية (سلسلة 1300 و1500) باستخدام الصفائح المعدنية عام 1968، والمصدات، والحافات ذات الأربع عجلات ؛ على الرغم من أن الحافات ذات الخمس مسمار والمصابيح الأمامية "bugeye" قد تم إنتاجها في وقت متأخر من عام 1972 (كانت قاعدة VW 1200 و1300 المصنعة في البرازيل مماثلة لـ 1964 European / US 1200 حتى عام طراز 1970 ولكنها جاءت مع عجلات مهواة منذ منتصف 1960s). كان في عامي 1971 و1972 من القرن الثالث عشر الميلادي المصابيح الخلفية والمصابيح الأمامية التي تعود إلى حقبة 1964، وخزان الوقود، ولكن تم تزويدها بمصدات مرتفعة عام 1968 تم شحن مجموعات CKD البرازيلية إلى نيجيريا بين عامي 1975 و1987 حيث تم تجميع الخنافس محليًا. تم بيع الإصدارات البرازيلية المنتجة في دول أمريكا الجنوبية المجاورة المتاخمة للبرازيل، بما في ذلك الأرجنتين وأوروغواي وبيرو.
النوع الأول البرازيلي له أربعة محركات مختلفة: 1200 سم مكعب، 1300 سم مكعب، 1500 سم مكعب و1600 سم مكعب. في سبعينيات القرن الماضي، صنعت فولكس فاغن SP-2 (مشتق من مقلاة النوع 1 ومجموعة نقل الحركة من النوع 3) مع 1700 محرك سم مكعب (أ -بالملل من 1600 سم مكعب). في البرازيل، لم يتلق النوع الأول أبدًا حقنًا إلكترونيًا للوقود، وبدلاً من ذلك احتفظ بالمكربن (واحد أو اثنين من البراميل الواحدة) طوال حياته، على الرغم من اختلاف الكربنة عن المحركات ذات السنوات والمواصفات المختلفة.
انتهى إنتاج المحرك المبرد بالهواء أخيرًا في عام 2006، بعد أكثر من 60 عامًا. تم استخدامه آخر مرة في النسخة البرازيلية من VW Bus، المسماة "Kombi"، وتم استبدالها بـ 1.4 محرك مبرد بالماء بنظام تبريد أمامي. انخرطت شركة فولكس فاغن في البرازيل في بعض عمليات سحب الخيوط في أوائل الستينيات عندما كان يتم النظر في قانون يلزم سيارات الأجرة بأربعة أبواب وخمسة مقاعد. بعد إثبات أن متوسط أجرة التاكسي كان يحمل 1.8 راكبًا فقط وتوفيرًا إجماليًا بنسبة عشرين بالمائة لسيارة أصغر ذات بابين، رضخت الحكومة البرازيلية ولم يدخل القانون أبدًا في الكتب. بدأت Fusca في الحصول على مهنة طويلة كسيارة أجرة في المناطق الحضرية في البرازيل.

### روديسيا الجنوبية
تم استخدام شاسيه فولكس فاغن من النوع 1 كأساس لسيارة APC محمية من الألغام تسمى مركبة ليوبارد الأمنية ومركبة Pookie لإزالة الألغام، والتي أرسلتها جمهورية روديسيا خلال حرب بوش الروديسية.

### المكسيك
بدأ الإنتاج المكسيكي في عام 1955 بسبب اتفاقيات مع شركات مثل كرايسلر في المكسيك وشركة Studebaker-Packard التي جمعت

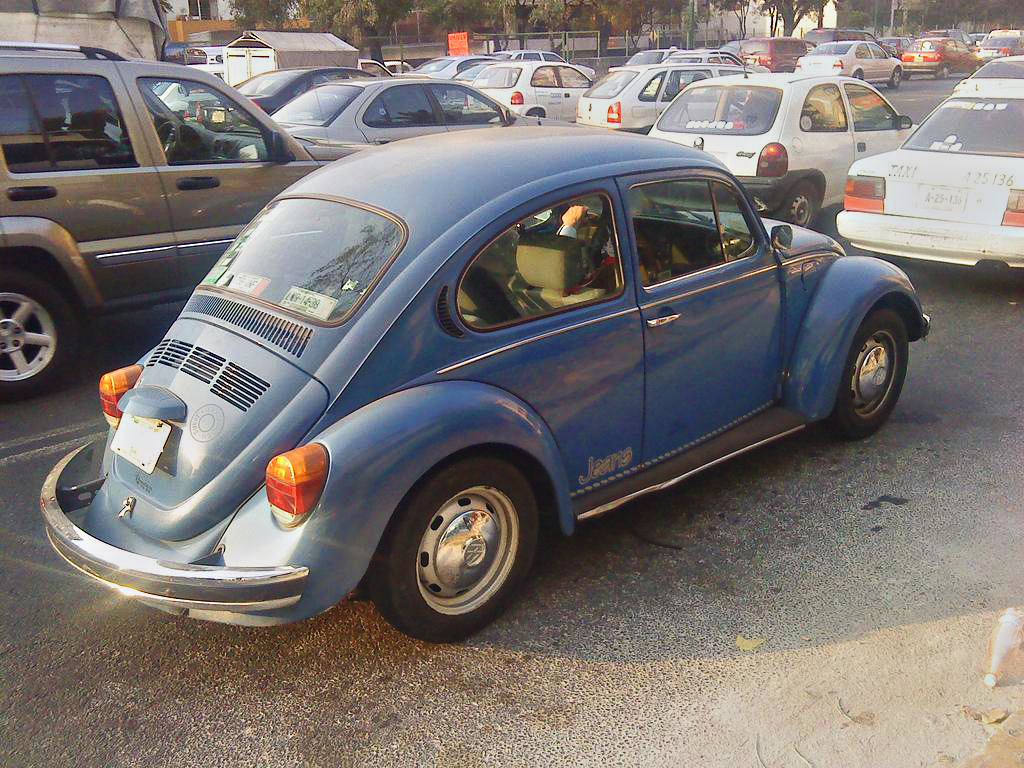
1995 فولكس فاغن بيتل المكسيكية، الطراز الأخير مع قوالب الكروم. في الصورة، 1995 جينز طبعة محدودة.

السيارات المستوردة في شكل CKD. في عام 1964، بدأ إنتاجها محليًا. تتميز هذه الطرازات بزجاج أمامي ونافذة خلفية وباب وربع زجاج أكبر بدءًا من عام 1972 والنافذة الخلفية من عام 1965 إلى عام 1971 تم استخدام الطرازات الألمانية المبنية على الطرز المكسيكية من عام 1972 إلى عام 1985، عندما تم استبدالها بالنافذة الخلفية الأكبر المستخدمة في عام 1972 وما بعدها من طراز بيتلز الألمانية. هذا الإصدار، بعد منتصف السبعينيات، شهد تغيرًا طفيفًا مع دمج الإشعال الإلكتروني في عام 1988، ونظام إنذار ضد السرقة في عام 1990، ومحول حفاز في عام 1991 (وفقًا لما يقتضيه القانون)، بالإضافة إلى حقن الوقود الإلكتروني Digifant، رافعات الصمامات الهيدروليكية، وفلتر الزيت الدوار في عام 1993. تم وضع إشارات الانعطاف الأمامية في المصد بدلاً من وضع Beetle التقليدي أعلى الرفارف الأمامية من طراز 1977، كما كانت موجودة في German Beetles التي تم بيعها في أوروبا منذ عام 1975 فصاعدًا. ابتداءً من عام 1995، تضمنت المكسيكي بيتل مكابح قرصية أمامية، ومولد بديل بدلاً من مولد، وأحزمة

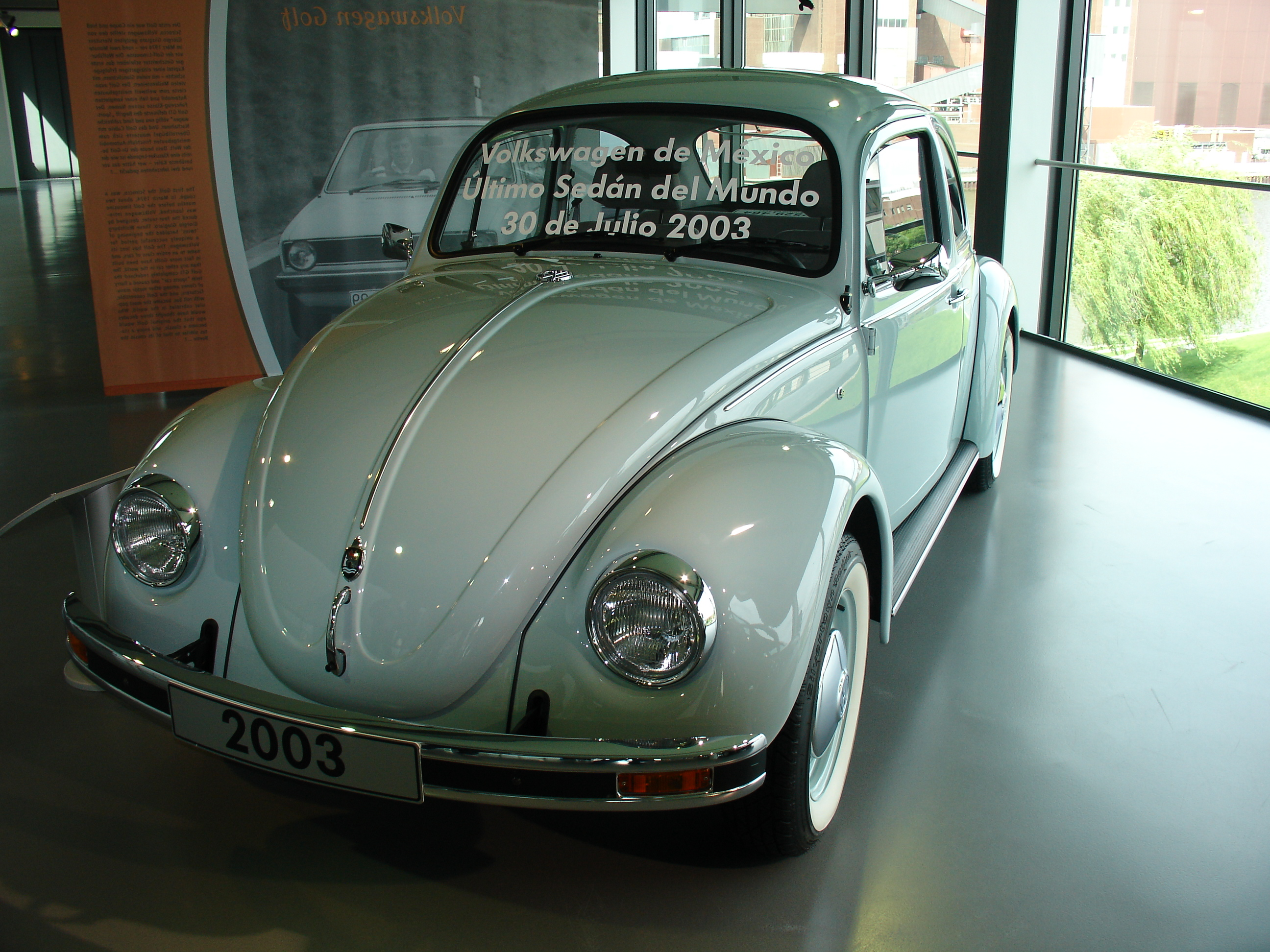
آخر سيارة فولكس فاغن بيتل تم إنتاجها وتصنيعها في بويبلا، المكسيك، 30 يوليو 2003.

أمان أمامية أوتوماتيكية. خلال عام 1995، اختفت القوالب المصنوعة من الكروم تاركة مصدات بلون الهيكل وقوالب سوداء بدلاً من ذلك في بعض الطرز. بحلول بداية عام الطراز 1996، تم إسقاط القوالب الخارجية المصنوعة من الكروم أو غير اللامع تمامًا، وأسقطت فولكس فاغن دي مكسيكو (VWdM) نظام التهوية الانسيابي في سيدان بجميع تجهيزاته، ولا سيما الفتحات الخارجية على شكل الهلال خلف النوافذ الجانبية الخلفية. العام نفسه.
في منتصف عام 1996، أعيد إطلاق مكابح الأسطوانة الأمامية وأحزمة المقاعد الأمامية الثابتة في نسخة اقتصادية جديدة تسمى «فولكس فاغن سيدان سيتي»، والتي تم بيعها جنبًا إلى جنب مع الإصدار الراقي «فولكس فاغن سيدان كلاسيكو» الذي كان يحتوي على فرامل قرصية أمامية ومقعد أوتوماتيكي أحزمة، مرآة الجانب الأيمن، تنجيد من القطيفة، ألوان معدنية اختيارية وأغطية عجلات بلمسة نهائية غير لامعة (توجد أيضًا في بعض الخنافس والحافلات في الثمانينيات). تم بيع هذين الإصدارين حتى منتصف عام 1998. من منتصف 1998-2003، توقف Sedán Clásico وفقدت Sedán City بادئتها واكتسبت مكابح قرصية وأحزمة أمان أوتوماتيكية وألوانًا معدنية اختيارية. تم تسمية هذا الإصدار الأخير باسم "Volkswagen Sedán Unificado" أو ببساطة "Volkswagen Sedán".

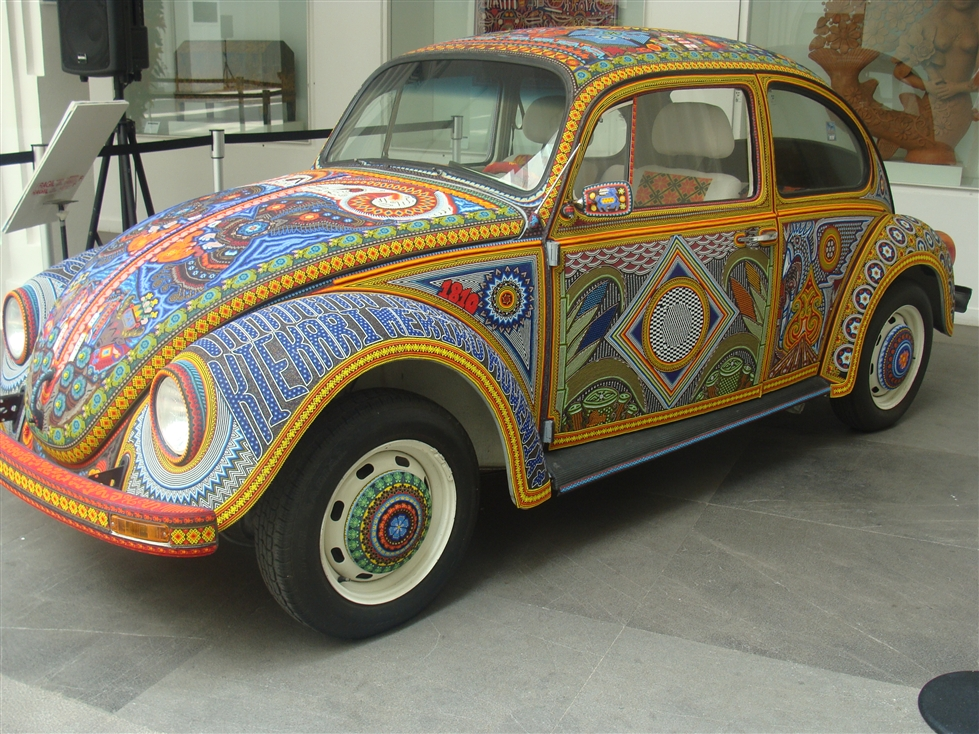
خنفساء مزينة بأسلوب Huichol للخرز معروضة الآن في Museo de Arte Popular في مكسيكو سيتي

استمر المستوردون المستقلون في إمداد العديد من الدول الكبرى، بما في ذلك ألمانيا وفرنسا والمملكة المتحدة حتى نهاية الإنتاج في عام 2003. اكتشف المشجعون المخلصون للسيارة طريقة للتحايل على لوائح السلامة الأمريكية من خلال وضع الخنافس المكسيكية التي تم تصنيعها مؤخرًا على أرضيات السيارات السابقة المسجلة في الولايات المتحدة. كانت الخنفساء المكسيكية (جنبًا إلى جنب مع نظيرتها البرازيلية) على قائمة وزارة النقل الأمريكية (وزارة النقل) الساخنة لواردات السوق الرمادية بعد عام 1978 حيث لم تستوف السيارة لوائح السلامة.
في جنوب غرب الولايات المتحدة (أريزونا، كاليفورنيا، نيو مكسيكو، تكساس)، تعد الخنافس المكسيكية (وبعض ناقلات T2c البرازيلية) مشهدًا شائعًا إلى حد ما حيث يمكن للمواطنين المكسيكيين تشغيل السيارة بشكل قانوني في الولايات المتحدة، بشرط أن تظل السيارات مسجلة في المكسيك. تم تسجيل بعض الخنافس المكسيكية في الولايات المتحدة منذ تعديل NHTSA لعام 1998 الذي منح فترة 25 عامًا حيث يمكن تسجيلها (ونظيرتها البرازيلية بما في ذلك T2C) بشكل قانوني في أي من الولايات الخمسين (وهذا يعني عام 1995 أو يمكن تسجيل الخنفساء المكسيكية السابقة اعتبارًا من عام 2020 بموجب إعفاء القطع NHTSA الحالي لمدة 25 عامًا)
يمكن أن تُعزى نهاية الإنتاج في المكسيك في المقام الأول إلى التدابير السياسية المكسيكية: لم تعد الخنافس تستوفي معايير الانبعاثات لمدينة مكسيكو، حيث تم استخدام الخنافس في كل مكان كسيارات تاكسي ؛ وحظرت الحكومة استخدامها كسيارات تاكسي بسبب ارتفاع معدلات الجريمة، مما يتطلب استخدام سيارات بأربعة أبواب فقط. تقاعدت آخر سيارات أجرة فوشو في مكسيكو سيتي في نهاية عام 2012. بالإضافة إلى ذلك، تحاول فولكس فاغن (الآن أكبر شركة لصناعة السيارات في ألمانيا) تنمية صورة العلامة التجارية المتميزة والأرقى، وقد اصطدمت سيارة بيتل المتواضعة بهذه الهوية، كما يظهر في سيارات طوارق وباسات الفاخرة. في أواخر التسعينيات، فضل المستهلكون بشدة السيارات الحديثة مثل تشيفي المكسيكية ونيسان تسورو وفولكس فاغن بوينتر ولوبو.
ومع ذلك، كان الطلب على بيتل مرتفعًا نسبيًا، خاصة في التسعينيات، مع زيادة القوى العاملة في بداية العقد. تم ربط سعر النموذج الأساسي (حتى بدون راديو) بالحد الأدنى الرسمي للأجور، باتفاق بين الشركة والحكومة. في عام 1990 تكلف 5300 دولار أمريكي.

### أستراليا
بدأ الاستيراد الرسمي لسيارة فولكس فاغن بيتل إلى أستراليا في عام 1953، وبدأت عمليات التجميع المحلي في العام التالي. تم تشكيل فولكس فاغن أستراليا في عام 1957، وبحلول عام 1960 تم استخدام ألواح الهيكل المنتجة محليًا لأول مرة. عندما تلقى الهيكل الأوروبي من النوع الأول النوافذ الأكبر لعام 1965، قررت فولكس فاغن أستراليا عدم التحديث، لكنها استمرت في إنتاج أجسام ذات نوافذ أصغر، مع ميزات فريدة للإصدارات الأسترالية. كان هذا بسبب الحجم المحدود للسوق والتكاليف التي ينطوي عليها إعادة التجهيز. وصل المحتوى الأسترالي إلى ما يقرب من 95٪ بحلول هذا الوقت. استمرت الشركة التابعة الأسترالية في إنتاج نمط الهيكل السابق حتى عام 1967، عندما أجبر انخفاض المبيعات على التحول إلى تجميع CKD باستخدام المكونات المستوردة في العام التالي. في عام 1968، أصدرت فولكس فاغن أستراليا نسختها النفعية المصممة محليًا من النوع 1، فولكس فاغن كانتري باجي أو النوع 197.
تم إنتاج آخر خنفساء مجمعة في أستراليا في يوليو 1976 مع انتهاء تجميع الطرز الأخرى في فبراير 1977. تم استيراد جميع سيارات فولكسفاغن للسوق الأسترالية بالكامل منذ ذلك الحين.

### جنوب أفريقيا
تم إنتاج بيتل أيضًا في جنوب إفريقيا في مصنع Uitenhage من 31 أغسطس 1951 إلى 1979. تم تطعيم العديد من الميزات من Super Beetle في South African Beetle 1600S، مثل الزجاج الأمامي المنحني ولوحة القيادة الجديدة والمصابيح الخلفية الأكبر حجمًا، مع الاحتفاظ بهيكل Beetle والميكانيكية. تم تقديم طراز 1600 إلى جنوب إفريقيا في عام 1972 ؛ تم تسويقها على أنها أرخص سيارة سعة 1.6 لتر متوفرة هناك. في أواخر عام 1976، وصلت السيارة SP 1600 Beetle الرياضية - تلقت هذه النسخة طلاءًا باللون الأحمر أو الأصفر أو الفضي مع خطوط سوداء، وجناح أمامي، وإطارات عريضة، ومحرك أكثر قوة مع مكربن مزدوج وعادم أكثر حرية. كان التصميم الداخلي أيضًا رياضيًا، مع تنجيد الترتان الأحمر، وعجلة قيادة صغيرة، وكثير من الأسود غير اللامع. تسللت الطاقة إلى 43 كيلوواط (58 PS؛ 58 حصان)، من 50 ملاحظة. الجديد أيضًا في عام 1977 كان شرائط مطاطية لمصدات الصدمات لجميع القرن السابع عشر، وتم الآن تركيب المصابيح الخلفية نفسها المزودة بمصابيح احتياطية عبر النطاق.
تم بعد ذلك التخلص التدريجي من النموذج ذي المحرك الأكبر في أغسطس 1978، ولم يتبق سوى طراز 1300 قيد الإنتاج.

## مطالبات التأثير
زعمت العديد من السيارات والتصميمات أنها كانت «المؤثرين» الأصليين لمفهوم فولكس واجن بورشه.

### بيلا بارييني

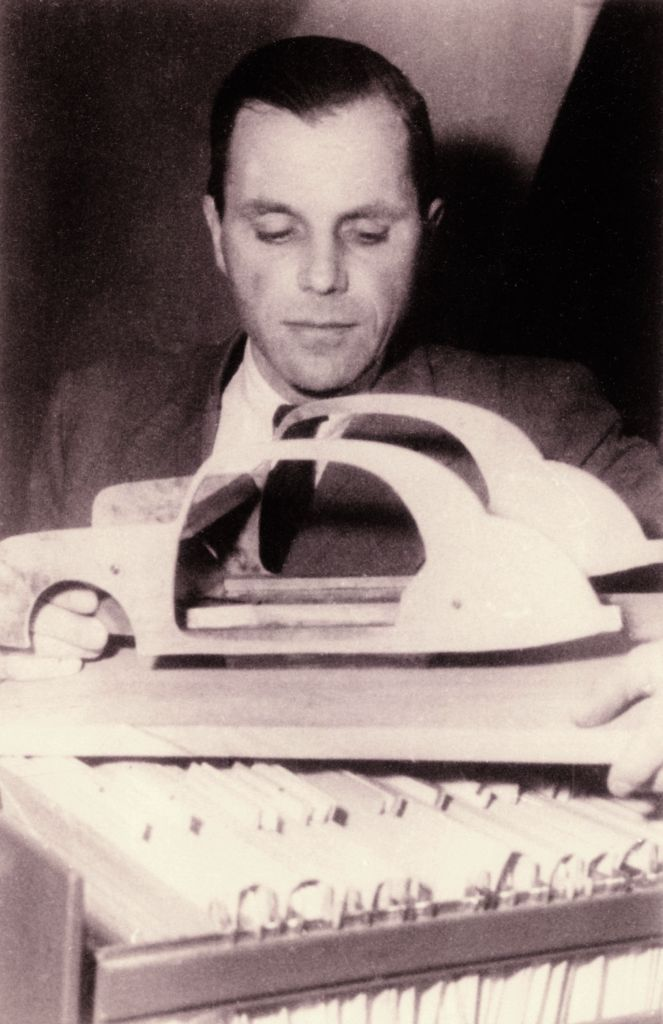
بيلا بارييني

يعود الفضل إلى مهندس السيارات النمساوي المجري Béla Barényi في تصميم سيارة ذات شكل مماثل في عام 1925، في وقت مبكر قبل خمس سنوات من الكشف عن مفهوم سيارة Porsche's People.

#### متفوقة قياسية

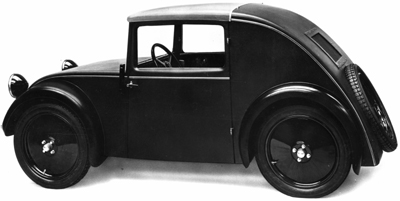
النموذج الأول للرئيس القياسي، كما تم تقديمه في IAMA في برلين عام 1933

قام المهندس الألماني جوزيف غانز بتصميم سيارة، "May Bug"، تشبه إلى حد بعيد سيارة فولكس فاغن بيتل. شاهد هتلر السيارة عام 1933 في معرض سيارات. هناك تشابه قوي مع Standard Superior، وهي سيارة تم إنتاجها من عام 1933 إلى عام 1935 بواسطة Standard Fahrzeugfabrik من Ludwigsburg بألمانيا، والتي أسسها صانع الدراجات النارية Wilhelm Gutbrod ولا علاقة لها بشركة Standard Motor Company في إنجلترا. تم تصميم هذه السيارات الصغيرة وفقًا لبراءات الاختراع من قبل جوزيف غانز وتتميز بمحركات عرضية ثنائية الأشواط وثنائية الأسطوانة مثبتة أمام المحور الخلفي. ومع ذلك، طورت بورش، قبل عامين من تقديم Standard Superior، النوع 12 لـ Zündapp، والتي تتميز بالفعل بالعديد من أوجه التشابه في التصميم مع Volkswagen Beetle.

#### تاترا

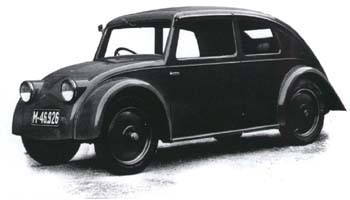
النموذج الأولي تاترا V570 (1933)

كان مصمم السيارات النمساوي هانز ليدوينكا معاصرًا لبورش يعمل في شركة تاترا التشيكوسلوفاكية. في عام 1931، قامت تاترا ببناء النموذج الأولي V570، والذي كان يحتوي على محرك مزدوج مسطح مبرد بالهواء مثبت في الخلف. تبع ذلك في عام 1933 نموذج أولي ثانٍ V570 بهيكل انسيابي مشابه لجسم بورش تايب 32. شكل تصميم المحرك الخلفي والعجلات الخلفية تحديًا بالنسبة للتبريد الفعال للهواء، وخلال تطوير محرك V8 الأكبر حجمًا تاترا 77 في عام 1933، سجلت تاترا العديد من براءات الاختراع المتعلقة بتدفق الهواء إلى حجرة المحرك الخلفية. أصبح استخدام تصميمات تبريد الهواء الحاصلة على براءة اختراع لشركة Tatra لاحقًا أحد عشر قضايا رفعت بشأنها Tatra دعوى ضد VW.
تأثر كل من هتلر وبورش بالتاترا. كان هتلر متحمسًا للسيارات، وركب في تاترا خلال الجولات السياسية لتشيكوسلوفاكيا. كما تناول العشاء عدة مرات مع ليدوينكا. بعد إحدى هذه العشاء، قال هتلر لبورشه، «هذه هي سيارة طرقاتي». من عام 1933 فصاعدًا، التقى ليدوينكا وبورشه بانتظام لمناقشة تصميماتهما،  واعترفت بورش «حسنًا، أحيانًا كنت أنظر من فوق كتفه وأحيانًا كان ينظر إلى كتفي» أثناء تصميم فولكس فاغن. كان لدى تاترا 97 لعام 1936 1749 سم مكعب، خلفي، دفع خلفي، محرك بوكسر رباعي الأسطوانات مبرد بالهواء. تكلفتها 5600 RM وتتسع لخمسة ركاب  في هيكلها المبسط للغاية ذو الأبواب الأربعة، والذي يوفر تخزين الأمتعة تحت غطاء المحرك الأمامي وخلف المقاعد الخلفية. كما تميزت بنفق هيكلي مركزي مشابه موجود في بيتل.
قبل بداية الحرب العالمية الثانية مباشرة، رفعت تاترا عشر دعاوى قانونية ضد فولكس فاغن لانتهاك براءات الاختراع. على الرغم من أن فرديناند بورش كان على وشك دفع تسوية لتاترا، فقد أوقفه هتلر وقال إنه «سيحل مشكلته». رفعت تاترا دعوى قضائية، ولكن تم إيقاف ذلك عندما غزت ألمانيا تشيكوسلوفاكيا في عام 1938، مما أدى إلى دخول مصنع تاترا تحت الإدارة النازية في أكتوبر 1938. أمر هتلر بإزالة T97، جنبًا إلى جنب مع T57، من شاشة عرض Tatra في عام 1939 في برلين أوتوسالون  وتم توجيه تاترا لاحقًا للتركيز على الشاحنات الثقيلة ومحركات الديزل، مع جميع طرازات السيارات، باستثناء V8 -engined Tatra 87، توقف. أعيد فتح القضية بعد الحرب العالمية الثانية وفي عام 1965 دفعت فولكس فاغن لشركة Ringhoffer-Tatra 1,000,000 Deutsche Marks في تسوية خارج المحكمة.

### فدين
في 28 سبتمبر 1943، قدم روي فيدين، المعروف أكثر بمشاركته في بحث محرك صمام بريستول أحادي الأكمام، برئاسة هاري ريكاردو، براءة اختراع بريطانية `` تحسينات متعلقة بمركبات الطرق ''، ومنح GB570814، 24 يوليو 1945، واصفاً ببابين، سيارة ذات محرك خلفي، متطابقة في الترتيب وتتطلع إلى VW 'Käfer'. Espacenet - المستند الأصلي

### تجاردا «سيارة الأحلام بريجز»
تمت الإشارة أيضًا إلى أن VW Beetle تحمل تشابهًا مذهلاً مع تصميم John Tjaarda لعام 1933 لسيارة مبسطة ذات محرك خلفي، والتي أنشأها عاملاً لشركة Briggs Manufacturing Company. في شركة Briggs، وهي شركة مصنعة لهيكل السيارات ومقرها في ديترويت لشركة Ford Motor وشركة Chrysler وغيرها من الشركات المصنعة للسيارات في الولايات المتحدة وأوروبا، كان Tjaarda يطور سيارة جذرية لفورد لاستخدامها كسيارة لينكولن جديدة. عرضت فورد سيارة العرض في معرض القرن 1933-1934 في شيكاغو باسم «سيارة أحلام بريجز». بدا أحد التصميمات اللاحقة تمامًا مثل Beetle، إذا قمت بتقصير قاعدة العجلات، وأزلت نافذتين جانبيتين. يُزعم أيضًا أن بورش قد زارت سيارات بريجز في صيف واحد، عندما كان تجاردا رئيسًا للبحث والتطوير هناك، ويزعم العديد من مؤرخي السيارات أن سيارة بورش الشعبية قد تأثرت بتصميمات تجاردا، بما في ذلك «سلسلة ستيركنبورج» في أواخر العشرينات.

## رياضة السيارات

### سباقات السحب
تم تعديل الخنفساء لاستخدامها في سباقات الدراج؛  يحافظ توزيع الوزن الخلفي (تخطيط RR) على الوزن فوق العجلات الخلفية، مما يزيد من التماسك بعيدًا عن خط البداية. تم تقليل وزن السيارة من أجل منافسة كاملة لسحب Beetle، مما يزيد من تحسين القبضة وكذلك نسبة القوة إلى الوزن. بالاقتران مع تصميم بيتل RR، يمكن تحقيق حركة بهلوانية بسهولة، لكن الوقت «في الهواء» يزداد سوءًا بمقدار 1/4 ميل. لمنع ذلك، تمت إضافة «قضبان حركة بهلوانية بالدراجة». النسخة البارزة، التي تم إطلاقها في الولايات المتحدة الأمريكية كانت EMPI Inch Pincher.

### فورمولا في
تُستخدم Beetle أيضًا كأساس لفئة سباق العجلات المفتوحة Formula Vee : على وجه التحديد، مجموعة العارضة الأمامية للتعليق الأمامي (تتم إزالة حوامل امتصاص الصدمات أحيانًا، اعتمادًا على اللوائح في الفئة)، والمحرك ومجموعة ناقل الحركة (عادةً نوع المحور المتأرجح السابق، وليس المحور المزدوج المفصل اللاحق). في الأصل 1200 مواصفات cc Formula Vee، لن يُسمح بإجراء ترقيات للسيارات إلا بشكل ضئيل، بحيث لا تختلف العجلات والإطارات والمحركات كثيرًا عن Beetle الأصلية. في نهاية الستينيات، وصل خرج محرك Vee Beetle على مكربن واحد إلى 70 حصانًا ؛ سترتفع السرعات القصوى تدريجياً إلى ما يقرب من 200 كيلومتر في الساعة (124 ميل/س). في هذا التكوين، ستصبح FV واحدة من أكثر فئات رياضة السيارات للمبتدئين شيوعًا في عصرها.
في وقت لاحق، سيتم السماح بمضاعفة الكربوهيدرات وتعديل أكثر شمولاً، مما يؤدي إلى فئة Super Vee الأكثر قوة والتي تتميز بأجنحة للقوة السفلية و123 كبح حصاني (92 كـو؛ 125 PS)، التي كان لها في النهاية القليل من القواسم المشتركة مع VW Beetle الأصلية. حوالي عام 2000، أعادت سباقات Vee في جميع أنحاء العالم تأسيس نفسها لتصبح 1200/1300 فئة المبتدئين cc مع سيارات بدون أجنحة ومحركات VW تنتج حوالي 60 كبح حصاني (45 كـو؛ 61 PS)، ولكن يتضمن المزيد من الهياكل والإطارات الحديثة.

### كأس المرح Uniroyal
تم تركيب أجسام فولكس فاغن بيتل على هيكل سباقات الإطار، وتُستخدم في كأس Uniroyal Fun Cup، والتي تضم أطول سباق سيارات مستمر في العالم، وهو 25 Hours of Spa. إنها سلسلة ميسورة التكلفة للمبتدئين يتسابق فيها السائقون النبيل.

### رالي ورالي كروس
دخلت الموزع النمساوي الوحيد بورش سالزبورغ (الآن بورش النمسا) بجدية فولكس فاغن في المسابقات المحلية والأوروبية في الستينيات وأوائل السبعينيات. بدءًا من VW 1500، في منتصف الستينيات، تم تحقيق ذروة أداء السباقات مع VW 1302S وVW 1303S (المعروفة باسم Salzburg Rally Beetle) من 1971 إلى 1973. تم إدخال المركبات في سباقات شهيرة مثل TAP (البرتغال)، جبال الألب النمساوية، إلبا، أكروبوليس إلخ. كان السائقون الأفضل أداءً مثل Tony Fall (GB)، Guenter Janger (AUT)، Harry Källström (S)، Achim Warmbold (D)، Franz Wurz (A)، إلخ. تم تعديل المحركات بشكل كبير من القرن السابع عشر لتوصيل 125 حصان (93 كـو)، تم تزاوجها لاحقًا مع علبة تروس يدوية من خمس سرعات بورش 914. تم تحقيق الانتصارات في عام 1973 في Elba بشكل عام وفئة، وأكروبوليس للفئة (5 إجماليًا)، وبطولة النمسا 1972، و1973 يناير Rallye بشكل عام وفئة. رالي 1000 دقيقة للمركز الثاني (الأول في الفصل).
وضعت أزمة الوقود، إلى جانب وصول سيارة فولكس فاغن جولف (أرنب)، حداً لأيام الاحتشاد المدعوم بشكل غير رسمي في عام 1974. تم بيع جميع المركبات سواء المستخدمة للتدريب أو السباق الفعلي للقراصنة، واستمر العديد منهم في السباق مع نتائج ملحوظة حتى أوائل الثمانينيات.

### سلسلة Trans-Am
تم استخدام الخنافس في سلسلة Trans-Am لفئة 2 لتر من 1966 إلى 1967 ومرة أخرى في عام 1972.

### ارمسترونج 500
فازت فولكس فاغن بفئتها في سيارة Armstrong 500 في أستراليا في عامي 1962 و1963 .

### باجة 1000

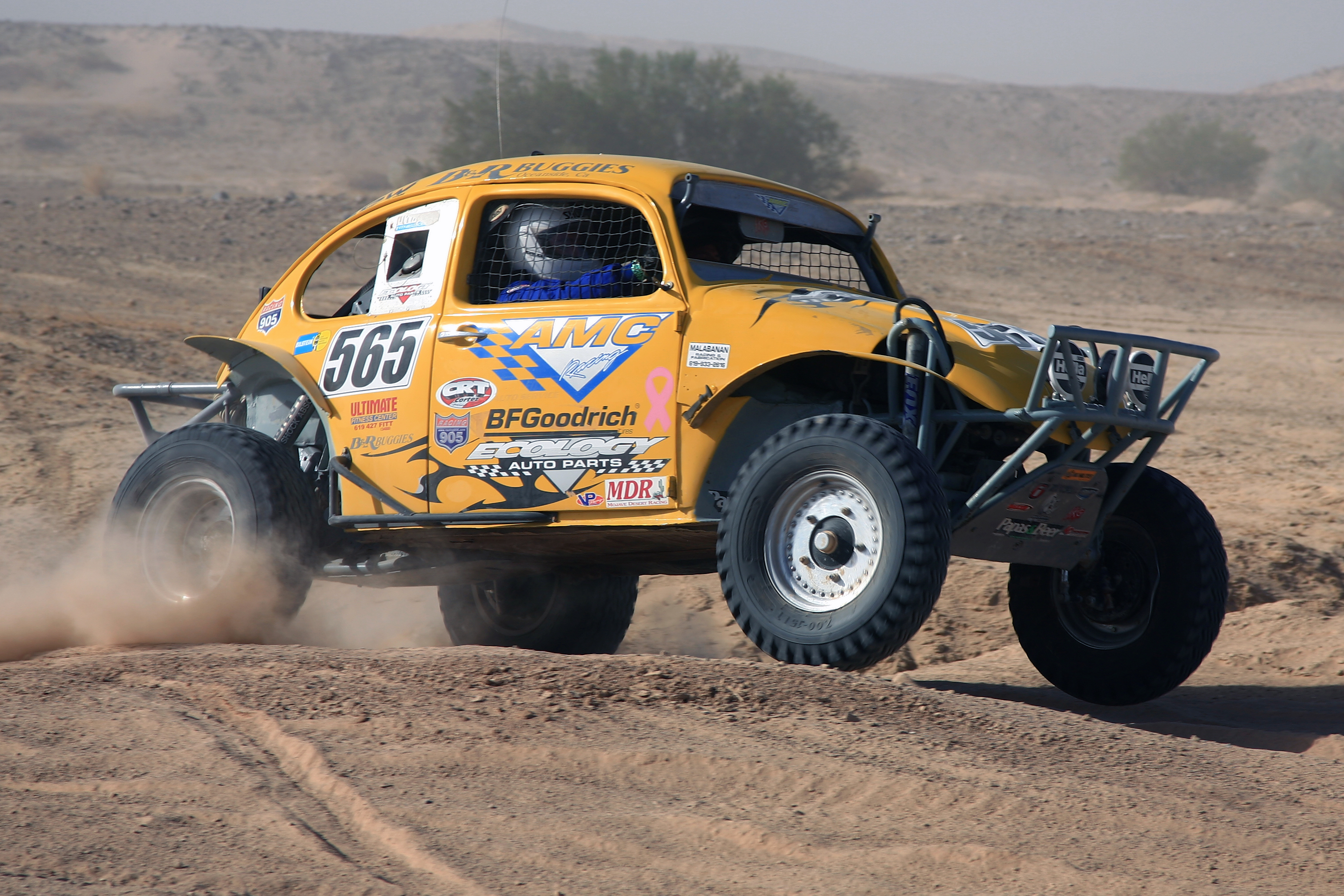
باجا بق - على غرار خنفساء معدلة

يتضمن سباق باجا 1000 للطرق الوعرة في شبه جزيرة باجا كاليفورنيا بالمكسيك فئات مركبات محددة لكل من الخنافس القياسية وباجا باغز. يمكن رؤية ذلك في الفيلم الوثائقي Dust to Glory .
الفئات هي:
- الفئة 5 : عدد غير محدود من البق باجا
- فئة 5-1600 : 1600 سم مكعب باجا باغز
- الفئة 11 : سيارات السيدان فولكس فاغن

### تحدي بيتل
تحدي بيتل هي بطولة سباق حلبة سباق مقرها المملكة المتحدة لفولكس فاغن بيتلز الكلاسيكية المبردة بالهواء. المفهوم العام هو أن تأخذ أي سيارة بيتل، من أي عمر أو طراز من الأربعينيات وحتى 2003، ومع الحد الأدنى من القيود، مما يسمح بتبادل الأجزاء من سنوات مختلفة، وبالطبع السيارات التي يتم إعدادها وفقًا لمتطلبات السلامة MSA (قفص، القيود ونظام الحريق وما إلى ذلك.) بشكل أساسي، يجب أن تكون السيارات خنافس مبردة بالهواء (يمكن تبديل أي عمر وأجزاء بين السنوات والموديلات)، مع حجم عجلة أقصى 15 بوصة × 6 بوصات مع إطار تحكم. يجب أن تعتمد المحركات على علبة من النوع 1، بدون حقن إلكتروني للوقود أو اشتعال ولا حث قسري، وبسعة غير محدودة. تطبق لوائح أخرى.

## برنامج التحديث
انضمت فولكس فاغن إلى eClassics للسماح لمالكي الخنافس بتحويل سياراتهم إلى سيارات كهربائية. ستبلغ سعة البطارية الإجمالية 36.8 كيلو وات في الساعة، والتي يجب أن تكون جيدة لمدى يصل إلى حوالي 200 كيلومتر (120 ميل). تصل سرعتها القصوى إلى 150 كيلومتر في الساعة (93 ميل/س) والشحن لمدة ساعة يسمح بتخزين طاقة كافية لرحلة تزيد عن 150 كيلومتر (93 ميل).
- 1940 KDF-wagen (فولكس فاغن بيتل) لعبة من الصفيح، من قبل صانع ألعاب نورمبرغ جورج فيشر، معروضة في Museum der Arbeit، هامبورغ، ألمانيا التيار الأسود
- كال الباحث
- كال على غرار VW

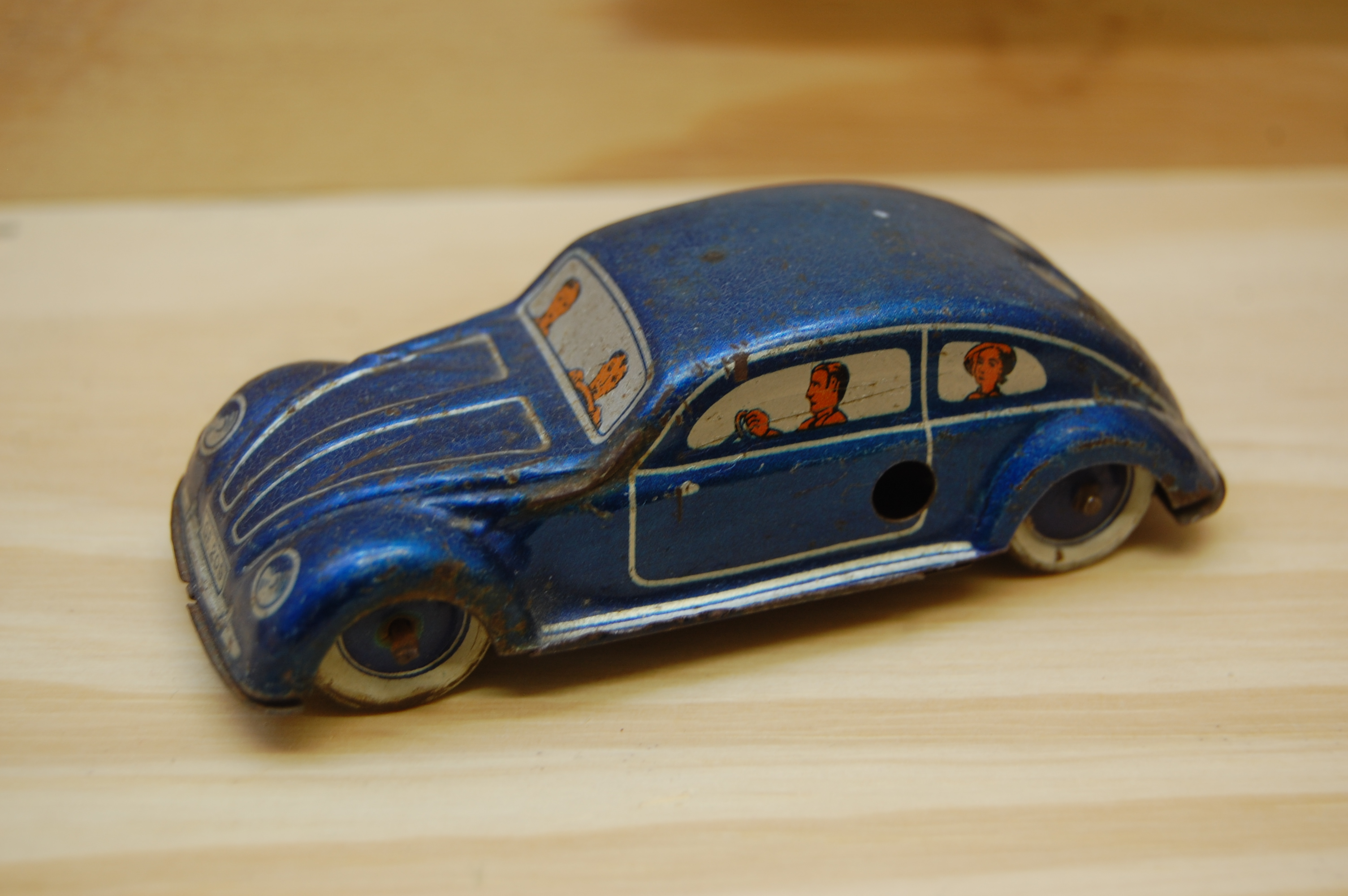
1940 KDF-wagen (فولكس فاغن بيتل) لعبة من الصفيح، من قبل صانع ألعاب نورمبرغ جورج فيشر، معروضة في Museum der Arbeit، هامبورغ، ألمانيا

- هيربي، سيارة فولكس فاغن بيتل الخيالية الشهيرة.
- قائمة بأسماء فولكس فاغن النوع 1
- مايرز مانكس
- لكمة عربات التي تجرها الدواب
- صعب 92
- شتاير 50
- ترابانت
- فولكسرود
- إعلانات فولكس فاغن
- Volksworld (مجلة)

## الملاحظات
1. ↑  شعار فولكس فاغن هو تراكب من حرفي V فولكس وتعني (الناس) وW فاغن وتعني (سيارة)
2. ↑  تجاوزت مبيعاتها 21 مليون وحدة، عدد لا مثيل له في سجل تاريخ مبيعات السيارات
3. ↑  نادرا ما كان يضاف اسم الصانع وإنما KDF-Wagen فقط
4. ↑  سرت الإشاعة بأن هتلر هو «مخترع» الطرق السريعة في حين أن أول الطرق الحصرية للسيارات تم بناؤها في عام 1924 في إيطاليا. ومع ذلك، فقد تم تصميم الطرق السريعة الألمانية لتحمل المركبات الثقيلة مثل الدبابات، بتدعيمها بألواح إسمنتية سمكها 80 سم.
5. ↑  كان متوسط الراتب الألماني في عام 1939 ما بين 200 و300 رايخ مارك
6. ↑  في نسخة سلسلة الأفلام الناطقة باللغة الفرنسية، تسمى السيارة بـChoupette (شوبات)

## وصلات خارجية
- خنفساء - مقالة من موقع صحيفة عكاظ - الكاتب: د. طارق على فدعق - تاريخ 16 فبراير 2012 - العدد : 3896
- فولكس فاغن تاريخ حافل من 'بيتل' إلى 'غولف  - جريدة القبس - تم النشر في 2007/06/11
- حكاية 'فولكس فاغن' من 'بيتل' إلى 'غولف'  - جريدة القبس - الكاتب: سعد الشيتي - تم النشر في 2007/07/02